# Анат
Ана́т, Ана́ту (угар. 𐎓𐎐𐎚‎, ʿnt; ивр. עֲנָת‎, ʿĂnāṯ; финик. 𐤏𐤍𐤕, ʿNT; греч. Αναθ, Anath; егип. ꜥnt) — богиня войны и охоты в религиях Леванта и Месопотамии; наиболее известна по текстам из Угарита. Большинство исследователей полагают, что её культ возник в аморейской культуре бронзового века Верхней Месопотамии, а её предшественницей следует считать богиню Хана́т, упоминаемую в текстах из Мари и почитаемую в одноимённом ей городе, расположенном в месопотамском регионе Сухум.
В Угарите Анат была одной из главных богинь и регулярно получала подношения, о чём свидетельствуют тексты, написанные как на местном угаритском языке, так и на хурритском. Она также часто появляется в мифах, включая «Цикл Баала» и «Эпос об Акхите». В первом она изображается как верная союзница бога грозы Баала, наряду с Шапаш, Котар-ва-Хасисом и Астартой, с которой Анат часто появляется. Анат помогает Баалу в борьбе за царствование и получение разрешения на собственный дворец и, наконец, оплакивает и мстит за его смерть от рук бога смерти — Мота. Точный характер отношений между Анат и Баалом неясен, и вопрос о том, были ли они супругами, любовниками, братом и сестрой или всеми сразу, остаётся предметом споров среди исследователей. В одном из мифов она участвует в массовом убийстве людей, вероятных врагов Баала. В хурритских ритуальных текстах она появляется вместе с такими божествами, как Шимиге, Аштаби, Нупатик. В других местах Леванта и в близлежащих регионах внутренней Сирии статус Анат не был столь же высоким, хотя тем не менее её культ засвидетельствован в Эмаре, Хацоре и других местах.
В какой-то момент бронзового века, либо во время правления гиксосов, либо вскоре после его окончания, культ Анат был привнесён в Египет, и богиня достигла определённой известности во время правления Рамзеса II, чья преданность ей хорошо известна. Свидетельства египетского поклонения Анат также имеются в различных местах Палестины, которые контролировались фараонами в бронзовом веке. Она оставалась частью египетского пантеона вплоть до римского периода. В 1-м тысячелетии до н. э. ей также продолжали поклоняться в Сухуме в Месопотамии. Имя Анат обнаружено в ряде финикийских надписей. Большинство из них происходит с Кипра. Они указывают на то, что на этом острове возникло отождествление между ней и греческой богиней Афиной, основанное на их схожем характере. Единичные упоминания об Анат в Библии косвенны и ограничиваются топонимами и теофорными именами, что, предположительно, указывает на то, что ей не было принято поклоняться в Израильском царстве.
Элефантинские тексты V—IV веков до н. э. упоминают божество «Анат-Яху», что может указывать либо на супружескую связь этих божеств, либо на само божество как ипостась Яхве. В ранних исследованиях Анат характеризовалась как «богиня плодородия», связанная с человеческой сексуальностью, но, несмотря на некоторую современную поддержку, эта точка зрения больше не является общепринятой среди экспертов. Предложенные этимологии её имени и интерпретации текстов, в которых она появляется, являются предметом споров. Мнение о том, что богини Угарита и других близлежащих районов были взаимозаменяемы и не имели индивидуальных черт, которое часто определяло ранние публикации об Анат, также больше не принимается.

## Происхождение
Согласно ассириологу Уилфреду Дж. Ламберту, Анат следует отождествлять с богиней Ханат, чьё имя транскрибировано в английских исследованиях как Ḫanat. Также используется транскрипция без краткой внизу первой согласной — Hanat. Она известна по текстам из Мари и первоначально почиталась южнее, в западномесопотамском регионе Сухум. В то же время ассириолог Жан-Мари Дюран возражает против связи Анат и Ханат, и его точка зрения была также принята востоковедом Луисом Фелиу. Однако теория Ламберта была принята рядом других исследователей, включая Уилфреда Дж. Э. Уотсона, Гебхарда Дж. Зельца, Фолькерта Хааса и Даниэля Швемера. Несколько ассириологов, в том числе Эндрю Р. Джордж и Джулия М. Ашер-Грив, прямо связывают Ханат с богиней из Сухума, которой всё ещё поклонялись там в более поздние периоды под именем Анат. Имя богини, первоначально понимаемое как Ханат в документах, относящихся к этой области, позже было записано как an-at в надписях местного происхождения 1-го тысячелетия до н. э.
В свете теории Ламберта Анат, как и её предполагаемая предшественница Ханат, по происхождению должна была быть аморейским божеством.
Было предложено несколько этимологий имени Анат. Хотя ни одна из предложенных этимологий не была окончательна доказана, мнение, что имя богини является родственным арабскому ‘anwat, «сила» или «насилие», считается наиболее правдоподобным. Пегги Л. Дэй отмечает, что это предположение и мнение о том, что Анат и Ханат аналогичны, «согласуются» друг с другом. Ламберт предположил, что имя «Ханат» может относиться к ханеям (Ḫana), одной из групп амореев. Точно так же Дюран выводит этимологию из существительного ḫana, которое он считает словом, обозначавшим бедуина. Однако город, одноимённый богине Ханат, по-видимому, находился не в землях, считавшихся территорией ханеев.

### Устаревшие теории
В большинстве своём предложения и версии об этимологии имени Анат основаны на том либо ином понимании учёными характера самой Анат. Так, норвежский исследователь Арвид Капельруд проводил связь между именем богини и ʽānâ («петь»), однако данная теория была отвергнута на основе данных арабского языка. Ариэлла Дим предполагала происхождение имени Анат от гипотетического корня *ʽnh («заниматься любовью»), однако было лишено доказательств. Востоковед Ю. Б. Циркин считает, что её имя переводится как «источник» или «источники», идентифицируя Анат как богиню плодородия. Мифолог Отто Группе также видел в ней богиню плодородия, сближая её имя с финикийским 𐤏𐤍𐤄, «трудиться». Все эти старые исследования, описывающие Анат как «покровительницу бессмысленной любви» или как «богиню плодородия», начали оспариваться в научных публикациях в 1990-х годах и больше не принимаются сегодня большинством исследователей. Тем не менее иногда подобные взгляды можно найти в более поздних публикациях.
Семитолог Джо Энн Хакетт отмечает, что связь между плодородием и женскими божествами исторически преувеличивалась в исследованиях религий Древнего Ближнего Востока, и считает такую характеристику примером восприятия женщин «с точки зрения биологических функций», сформировавшихся в значительной степени на современных предположениях, а не на доступных ритуальных текстах и других первоисточниках. Джулия М. Ашер-Грив приводит типологию «богиня плодородия» как один из примеров нововведений в ранних работах современного периода сравнительного религиоведения. Другие авторы указывали, что в случае Анат предполагаемые ссылки на связь с плодородием основаны на сомнительных переводах гапакса и заполнении лакун. По словам Теодора Дж. Льюиса, одной из таких попыток является обработка востоковедом Эдвардом Липинским текста KTU 1.96, призванная представить Анат как сексуально активную богиню «плодородия». Майкл К. Астур критически заметил, что перевод Липинского объяснил «практически каждое существительное через „пенис“» для достижения этой цели. Более поздние исследования показали, что в данном тексте Анат вообще не упоминается.
Существует версия, что Анат и Астарта — жёны Эля, которых отнял Баал, а сам Эль стал deus otiosus — «бездеятельным богом», утратив своё положение в обществе богов и передав верховенство Баалу, что положило начало конфликту между ними, но эта версия большинством отвергается.

## Ханат в марийских текстах

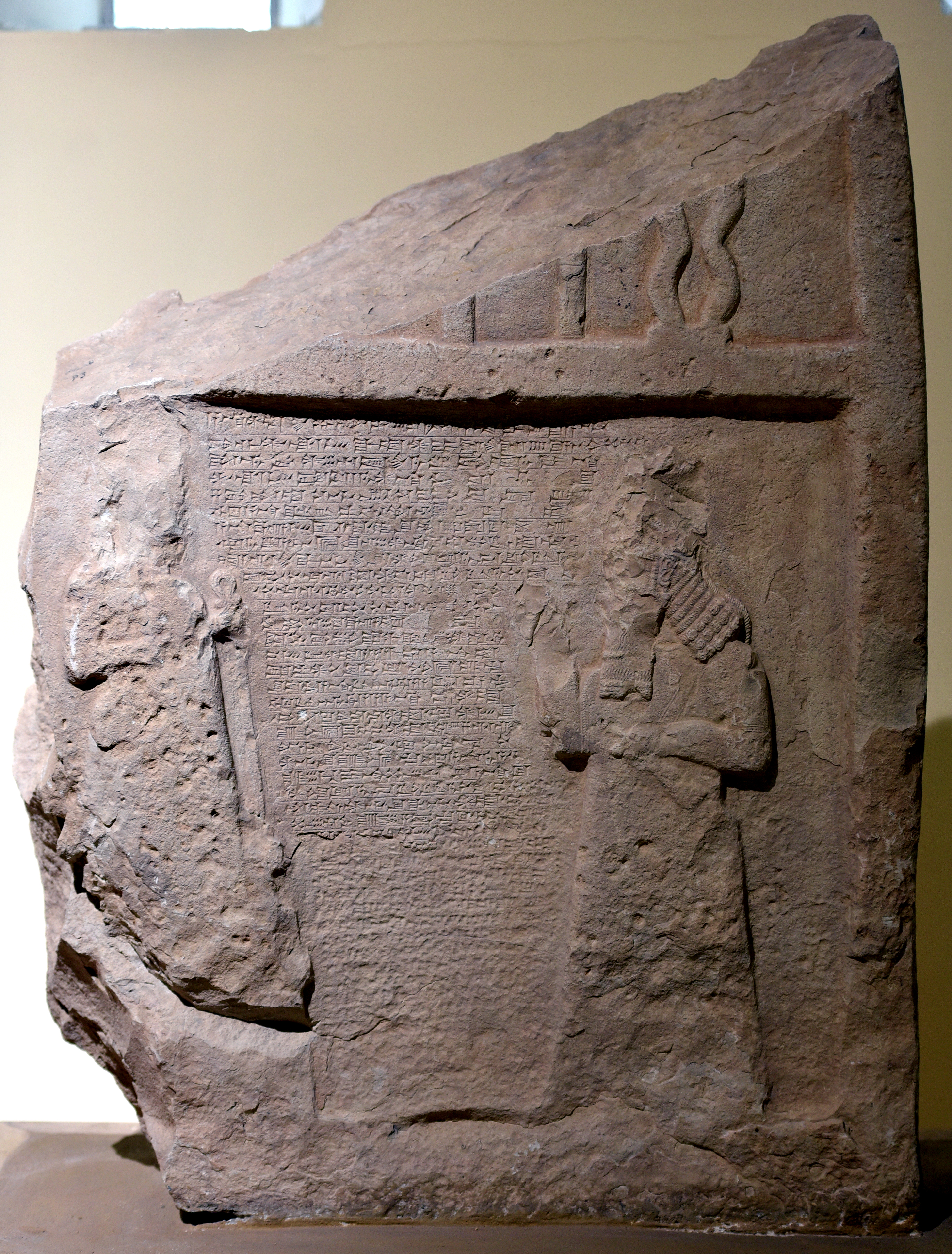
Ассирийская стела Нинурта-кудурри-уцура, правителя Сухума и Мари, посвящённая богине Анат. VIII век до н. э.

Поклонение Ханат нашло отражение в древневавилонских текстах Мари. Её особенно почитали в Сухуме, где был расположен город под названием Ханат (позже Анат). Название города могло быть написано с предшествующим ему знаком дингир (dḪa-na-atki, Bit dḪa-na-atki), что указывает на то, что он был назван непосредственно в честь богини. Также город отождествлялся с современной Аной в Ираке. В одном из марийских текстов упоминается храм Ханат, предположительно находившийся в городе, названном её именем. Более поздние документы из Сухума указывают на то, что храм, посвящённый местной богине, носил церемониальное шумерское название Э-шузианна, «Дом истинной руки небес». Традиция присвоения таких названий молитвенным домам зародилась в Южной Месопотамии среди шумеров и аккадцев, но после упадка шумерского как разговорного языка распространилась на другие области в пределах месопотамской культурной сферы, в том числе на Ассирию и бассейн реки Диялы на севере, царство Мари и город Харран на западе и в меньшей степени на Элам на востоке. Царь Хаммурапи покровительствовал храмам города Ханат согласно более поздней надписи Нинурта-кудурри-уцура, сына местного правителя Шамаш-реш-уцура, известного по стеле, найденной в Вавилоне.
В списке подношений времён правления Зимри-Лима Ханат фигурирует как получатель двух овец. В том же документе перечисляется ряд других божеств, которым поклонялись в Мари, таких как Нумушда, Ишара и Нинкаррак. Ханат делались подношения в виде масла, по-видимому, женщинами из королевского дворца. Она является последним из восьми божеств, упомянутых в списке, который, как предполагается, документирует этот обычай. Формула «Дагон и Ханат здоровы» встречается в письме Букакума, королевского чиновника, работавшего в городе Ханат. В одном юридическом тексте упоминается, что некий Пульси-Адду из Сапиратума (посёлок в Сухуме) после проигрыша судебного процесса по установлению права собственности на участок земли был обязан принести присягу группе божеств, включая Ханат, а также Дагона и Итур-Мера, а также царю Зимри-Лиму, чтобы гарантировать, что он не будет пытаться снова выдвигать те же претензии. Присутствие Ханат в этом тексте, скорее всего, просто отражает тот факт, что она была связана с территорией, которая была объектом конфликта, в то время как Дагон и Итур-Мер были соответственно главой местного пантеона и богом, которого чаще всего призывали для клятвы.
Ханат также упоминается в письме Шамаш-насира, чиновника из Терки, к Зимри-Лиму, в котором он передаёт царю пророческое послание Дагона. Письмо содержит приговор, вынесенный местному богу царства Эшнунна — Тишпаку. После само послание передаёт бог Якруб-Эль, говоря, что действия, совершённые Тишпаком, угрожают богине Ханат. Взаимодействия между богами отражают политическую ситуацию того периода: Дагон представляет Мари, Якруб-Эль и Ханат Терку и Сухум соответственно, а Тишпак — Эшнунну, чьи войска предположительно представляли угрозу для Терки и Ханата — двух зависимых городов царства Зимри-Лима.
Ханат фигурирует в четырёх разновидностях теофорных имён женщин и десяти разновидностях имён мужчин в марийских текстах. Некоторые из носителей таких имён, согласно дошедшим документам, были депортированы из района, находящегося примерно между горой Абдулазиз и Синджарскими горами. Некоему Хабди-Ханату в какой-то момент было поручено изготовить трон для Дагона в самом Мари. В одном из текстов упоминается человек, носящий имя Умми-Ханат. Предполагается, что текст, хотя и упоминает Эшнунну, относится к Сухуму.

## Анат в угаритских текстах
Анат была одной из главных богинь в пантеоне Угарита — города, расположенного на севере современной Сирии и на побережье Средиземного моря, религия которого была тесно связана с религией Мари. Согласно угаритским текстам, Анат обитает на горе, известной под названием Инбубу (inbb), местонахождение которой остаётся неизвестным. Существуют также вокализации Инбб, Инбаб, Энбаб и Инбаббу. Предполагается связь между этой горой и горой Цафон, но их связь точно не подтверждается. В стандартном угаритском списке божеств богиня помещена между Астартой и Шапаш. В аналогичном тексте, написанном силлабической клинописью, её имя записано как da-na-tu4. В мифах она выступает на стороне Баала вместе с Котар-ва-Хасисом, Астартой и Шапаш против другой группы божеств в лице Яма, Астара и Мота.
В Угарите Анат считалась богиней-воином, хотя она была не единственным божеством, исполнявшим эту роль. Тексты описывают, что она использовала меч и лук. Кроме того, такие источники, как KTU 1.114 и KTU 1.22, свидетельствуют о том, что она также изображалась как охотница. Тем не менее Теодор Дж. Льюис указывает, что из-за неверного прочтения таблички KTU 1.96 в ранних исследованиях Анат изображалась чрезмерно воинственной, ей приписывались каннибалистические наклонности. Вывод Льюиса сегодня принимается и другими исследователями. Как выяснилось во время оцифровки угаритских текстов, хранящихся в Дамаске, богиня вообще не упоминается в тексте KTU 1.96, поскольку маловероятно, что упоминаемая в тексте форма слова 'nn является ошибкой вместо обычного имени богини 'nt. Старое прочтение основывалось не на осмотре самой таблички, а на старой фотографии, которая с современной точки зрения «размыта и эпиграфически бесполезна». Хотя значение остальной части текста таблички остаётся неясным, Грегорио дель Олмо Лете предполагает, что это может быть заклинание против сглаза ('nn hlkt). Это предположение также принимает Гебхард Дж. Зельц.
Многие авторы, в том числе Пегги Л. Дэй и Марк Смит, указывали, что тот факт, что Анат связана с деятельностью, которая в угаритской культуре считалась типично мужской (война и охота), представляет собой «гендерную инверсию» роли женщин в угаритском обществе. Деннис Парди назвал её «богиней-сорванцом», характеристика, также использованная Айзеком Корнелиусом.
Было высказано предположение, что Анат считалась и «повелительницей животных», отчасти на основании подвесок из Угарита, изображающих богиню в позе, связанной с этим культурным мотивом. Эта точка зрения не является общепринятой.
Текстовые источники описывают Анат как крылатую и способную летать, что обычно используется для выявления возможных её изображений среди произведений искусства из Угарита. Примером является цилиндрическая печать, изображающая крылатую богиню в шлеме, украшенном рогами и набалдашником, стоящую на быке и держащую льва. Однако нельзя с уверенностью установить, что каждая крылатая богиня, изображённая на печати, найденной в современной Сирии, обязательно является Анат. Не исключено, что из-за влияния иконографии месопотамской Иштар, с крыльями могли изображаться и другие местные богини. Поэтому библеист Сильвия Шроер осторожно подходит к иконографии богинь, обозначая их как «тип Анат-Астарты».
В «Цикле Баала» несколько раз упоминается, как Анат топает ногами, что вызывает землетрясения. В «Эпосе об Акхите» Анат повелевает коршунами или ястребами, которые, по мнению советского востоковеда И. Ш. Шифмана, сопровождают её и являются помощниками. Циркин заходит дальше и считает, что орлы и коршуны являлись священными животными Анат, а также делает вывод, что ещё одним священным животным Анат была корова, а Баала — бык.
Востоковед Сайрус Гордон вместе с другими исследователями предполагает, что Анат изображалась с рогами, на основе своего перевода фразы qrn db’atk как «рога твоей силы» в «Поэме о любви Анат и Баала». Также существует изображение рогатой богини с крыльями, вскармливающей двух детей грудью. Изображение представляет собой пластину из слоновой кости и использовалось как вставка для царской кровати. По мнению Варда, здесь показаны Анат и принцы. Само изображение, вероятно, отсылает к мифу о рождении Шахара и Шалема и воспроизводит скорее Ашеру или Рахмайу, а не Анат, которая не присутствует в мифе.

### Эпитеты
Было высказано предположение, что характер угаритских божеств хорошо отражается в применяемых к ним эпитетах. В случае с Анат наиболее часто встречающимся является эпитет btlt, который также является вторым наиболее популярным эпитетом божества во всём угаритском корпусе после 'ali’yn b’l (aliyn Baal; «Баал могучий»). По состоянию на 2008 год, он был идентифицирован по большей части в сорока девяти отрывках. Его точный перевод был предметом научных споров в прошлом, хотя сегодня эпитет чаще всего переводится как «дева» на английском языке. Другие предложения перевода — «девочка» и «юная». На русский язык, как и в некоторых английских переводах, термин переведён как «девственница», хотя, исходя из других угаритских текстов, Баал для рождения сына-быка занимается соитием с тёлкой, которая является, по мнению Шифмана, Анат. Норвежский исследователь Арвид Капельруд также сближает тёлку и Анат и полагает, что имеется в виду возобновление девственности как символа юности и чистоты Анат. В то же время Пегги Л. Дэй и семитолог Нил Уоллс отрицают, что под тёлкой имеется в виду Анат. В настоящее же время большинством исследователей принято, что термин btlt, хотя он и может быть переведён как «девственница», не относится к девственности в современном смысле: например, он может просто обозначать «юность, здоровье и желанность женщины». Аккадское родственное слово batultu и родственное слово btwlh' из библейского иврита встречаются в основном в юридических контекстах, а базовым их значением является «юная женщина» (безотносительно её сексуального и брачного статуса). Аича Рахмуни считает это значение подходящим для эпитета btlt, ибо нет указаний на юридический контекст и на Анат как жертву сексуального насилия. Исследовательница указывает, что хотя на Древнем Ближнем Востоке предписывалось, что незамужняя женщина должна была быть целомудренной в соответствии с социальными нормами, но нет никаких указаний на то, что угаритские божества были связаны идентичными нормами смертных.
Ещё одним употребительным эпитетом Анат является ybmt l’imm, известный из десяти отрывков, но единого мнения относительно его перевода нет. Шифман переводит этот эпитет как «невестка народа» или «народов». Элемент l’imm обычно интерпретируется как имя нарицательное, означающее «народы» или «нации», хотя Деннис Парди трактует его как имя божества, аналогичное слову lim, известному по теофорным именам из Мари. Однако, согласно Альфонсо Арчи, элемент lim, хотя и теофорный, следует рассматривать просто как религиозное понимание концепции рода или аналогичной традиционной социальной структуры. Его сохранение в известных источниках может отражать скотоводческий образ жизни (или память о нём), который опирался на социальные связи, обозначаемые этим словом. Ссылки на lim редко встречаются в угаритских текстах, а предполагаемое марийское божество не имеет явной связи с Анат. Ряд исследователей переводят элемент ybmt как «герой», «воин», интерпретируя Анат как прародительницу народов и героев. Гебраист и библеист Митчелл Дахуд предполагает, что этот элемент имеет значение «рождать», «производить». Ван Селмс переводит его как «возлюбленная», определяя образ Анат как сакральной блудницы. Перевод эпитета Михаэлем Коганом — «владычица народов», В. В. Ивановым — «предводительница воинов». Эти интерпретации элемента ybmt, а также переводы эпитета Когана и Иванова, критикуются Шифманом как «натянутые». Он интерпретирует эпитет, исходя из мифических параллелей, как относящийся к богине, находившейся в браке со смертным мужчиной или в кровном родстве со своими почитателями, принадлежавшими к племенной группе, в которой возник данный мифоэпический цикл.
В единственном отрывке текста KTU 1.108 Анат упоминается как gṯr, в переводе, возможно, «могущественный». Согласно Рахмуни, gṯr, скорее всего, является ошибкой переписчика при написании слова женской формы gṯrt, в то время как Деннис Парди предполагает, что в данном случае это неподтверждённое существительное «власть», хорошо известное из других текстов, а не прилагательное. Целая последовательность уникальных эпитетов указана в следующих стихах той же таблички: «госпожа царствования» (b’lt mlk), «госпожа владычества» (b’lt drkt), «госпожа высоких небес» (b’lt šmm rmm) и «госпожа kpṯ» (b’lt kpṯ), перечисление которых представляет собой поэтический параллелизм и призвано подчеркнуть положение и авторитет богини в местном пантеоне. Шифман интерпретирует эти эпитеты как представляющие Анат в роли богини мироздания. Пара слов mlk-drkt также известна из других поэтических контекстов. Было высказано предположение, что термины drkt и šmm rmm могут быть отражены в именах богини Деркето и царицы Семирамиды, известных из позднеантичных источников. Гебхард Дж. Зельц отмечает, что, несмотря на один из этих эпитетов, связывающий её с небесами, Анат никогда не считалась астральным божеством. Рахмуни предполагает, что слово kpṯ, скорее всего, родственно аккадскому kupšu, обозначающему тип головного убора, который также упоминается в эпитетах богов. Вопреки этому Грегорио дель Олмо Лете утверждает, что вероятное значение слова — «небосвод», основанное на параллели с šmm rmm, и что его аккадским родственным словом будет kabāsu, «топтать». Рахмуни утверждает, что последнее предположение маловероятно, потому что родственные эпитеты не обязательно должны иметь аналогичный смысл и, кроме того, потому что угаритский ṯ обычно соответствует аккадскому š, а не s, что затрудняет принятие как перевода, так и предполагаемого родственного слова. Эту точку зрения также поддерживает Деннис Парди, который дополнительно отмечает, что связь Анат с kpṯ, которое он озвучивает как kupṯu, может отражать её связь с короной атеф в египетских источниках. Шифман сравнивает kpṯ с еврейским kāpāš — «угнетать», «подавлять», переводя эпитет как «обладательница того, что она попрала». В то же время возобладала точка зрения, что элемент 'ilt, «богиня», является эпитетом божеств, а не именем, как считалось ранее. Данный эпитет в отношении Анат употреблён лишь один раз (в отношении же Астарты — шесть раз).

### Поклонение
В списке жертвоприношений, описанном как «жертвоприношения богам горы Цафон», который, возможно, документирует обряды, проводившиеся в течение двух месяцев — 'Iba’latu и Ḫiyyāru, после зимнего солнцестояния, что примерно соответствует периоду между 21 декабря и 20 февраля по григорианскому календарю, согласно Деннису Парди, Анат является получателем баранов, как и многие другие перечисленные божества, такие как Шапаш, Арцай, Ишара и Киннару. В другом ритуальном тексте упоминается принесение в жертву Анат нескольких быков и баранов. Кроме того, в конце таблички выделено всесожжение быка и барана «Анат Цафонской». Анат Цафонская получает такое же подношение согласно другому источнику, перечисляющему жертвы, принесённые ей, а также Илибу, Элю, Баалу и Пидрай в храме Баала. В том же источнике она также получает быка и барана в качестве мирной жертвы, появляясь уже вместе с Илибом, двумя Баалами (из Угарита и Алеппо), Ярихом, Пидраем и Дадмиш. В ритуале входа в королевский дворец (аморейская практика, хорошо известная из Мари) Астарты, который проходил в течение нескольких дней, Анат получала морду и шею неопознанного животного после подношений золота и серебра Шапашу, Яриху и Гатару на второй день. Однако нет никаких признаков того, что последующий за ней в тексте термин Gaṯarūma, который, по-видимому, описывает три других божества, также относился к ней.
Семнадцать человек с теофорными именами, в которых упоминается Анат, были идентифицированы в известных угаритских текстах, один из них — царь соседнего к Угариту города Сиянну. Это делает её второй по популярности богиней в этом отношении после Шапаш, чьё имя присутствует в именах шестидесяти шести человек. В то же время Уилфред Г. ван Солдт заметил, что Анат появляется в теофорных именах гораздо реже, чем можно было бы предположить по её значимости в мифах.

#### Хурритские ритуальные тексты
Анат также присутствует в дошедших из Угарита хурритских списках подношений, по словам Даниэля Швемера, возможно, потому, что у неё не было близкого эквивалента среди хурритских божеств, в отличие от других хорошо известных членов местного пантеона. В одном из подношений она получает барана после Аштаби, бога-воина, и Шимиге, бога солнца. В другом подобном списке ей вместо них предшествует Нупатик. Она также появляется в хурритском ритуале, посвящённом помазанию божеств, в котором упоминаются только члены хурритского пантеона.
Тексты из Угарита, свидетельствующие о поклонении угаритским божествам, таким как Анат, наряду с хурритскими, как утверждается, указывают на то, что эти две религиозные традиции функционально сливались и что религиозная жизнь города была «мультикультурной».

### Подтверждённые и предполагаемые связи и взаимоотношения с другими божествами
Считается, что существовала тесная связь между Анат и Баалом, но её характер  оспаривается. Ранние исследования обычно критикуются за спекуляции о предполагаемом статусе богини как жены Баала. В угаритских текстах нет свидетельств о супружеских отношениях между Анат и каким-либо другим божеством, а возможные указания на сексуальные отношения с другими божествами или их отсутствие интерпретируются по-разному. Даниэль Швемер допускает, что отдельные тексты могут намекать на сексуальные контакты между Баалом и Анат, но делает вывод, что у бога грозы «не было жены в каком-либо реальном смысле». Согласно Марку Смиту, стороннику скептического подхода, угаритские тексты не дают прямых оснований утверждать, что эти два божества составляли пару. По его мнению, вопрос остаётся открытым из-за скудости источников, и нужно рассматривать свидетельства из других северо-западных семитоязычных областей после периода, охватываемого угаритским корпусом, и Египта. Независимо от связи Анат с Баалом, нет никаких доказательств того, что она когда-либо считалась матерью его дочерей, зафиксированных в угаритской традиции под именами Пидрай, Талай и Арцай. Угаритские тексты также упоминают Анат как сестру Баала, хотя Айча Рахмуни считает такое родство сомнительным. По её мнению, есть свидетельства, включая эпитет, прямо указывающие, что Баал считался сыном Дагона, который никогда не упоминается в родственной связи с Анат. Вместо этого её постоянно называют дочерью Эля, а её матерью, предположительно, является Ашера. Если принять спорную связь этих божеств как любовников, то слова «сестра» и «брат», которые упоминаются в отношении соответственно Анат и Баала, могут в переносном смысле обозначать их как союзников . Возможно, что все члены угаритского пантеона назывались братьями и сёстрами в переносном смысле, как представители одной социальной группы.
Астарта часто появляется в угаритских текстах вместе с Анат, и пара этих двух богинь была описана как «довольно стандартная». В заклинании против укуса змеи они упоминаются вместе как Анат и Астарта, и там же говорится, что обе они обитают на горе Инбубу, которая ассоциируется только с Анат, а Астарта, как считается, обитает в Мари. В другом похожем тексте они упоминаются вместе, после пар Баала и Дагона, Яриха и Решефа. В этих источниках и в более широком корпусе угаритских текстов положение Астарты считается второстепенным по сравнению с Анат. Деннис Парди подчёркивает, что, несмотря на тесную связь, богини всё же различались.
В трёхъязычной шумеро-хурро-угаритской версии «списка богов Вайднера» из Угарита Анат, чьё имя повторяется в обеих последних колонках, рассматривается как аналог месопотамского бога Сакуда, который принадлежал к свите Нинурты или Ану. Имя этого божества могло быть образовано от шумерского существительного, которое, возможно, обозначало тип чиновника, в частности сборщика налогов. Однако было поставлено под сомнение, что этот текст точно отражает традиции, относящиеся к угаритскому и хурритскому пантеонам, и предполагается, что он не указывает на равенство между упомянутыми божествами. Современные исследователи часто сравнивают Анат с такими божествами, как месопотамские Инанна, Аннунитум и хурритская Шавушка. Однако Джо Энн Хакетт критически оценила представление образов Анат и Инанны как идентичных.
Было высказано предположение, что угаритская богиня Баалат Бахатима, «госпожа домов» (или «храма», «дворца»), может быть эпитетом Анат. Однако было также высказано предположение, что она была отдельным божеством. Значение имени, возможно, аналогично месопотамскому Белет Экаллим. Баалат Бахатима также могло быть титулом другой угаритской богини, возможно, Пидрай или Ашеры.
Ещё одним божеством, которое иногда считают идентичным Анат, является Рахмайу, известная из KTU 1.23, мифа о Шахаре и Шалиме. Однако доказательства этого предположения отсутствуют в известных угаритских текстах. Шифман отмечает, что их идентичность маловероятна, поскольку для Анат используется обычно эпитет btlt, а не уникальный rhmy, «дева».
Второстепенное божество по имени ṯmq, которое может соответствовать месопотамскому Шумугану, описывается как «воин Анат» (mhr 'nt) в двух отрывках.

### Мифология
Анат появляется в многочисленных угаритских мифах, где она обычно изображается как главная союзница Баала. Теодор Дж. Льюис, основываясь на этих текстах, охарактеризовал её как «без сомнения, самую яркую из угаритских богинь».

#### «Цикл Баала»

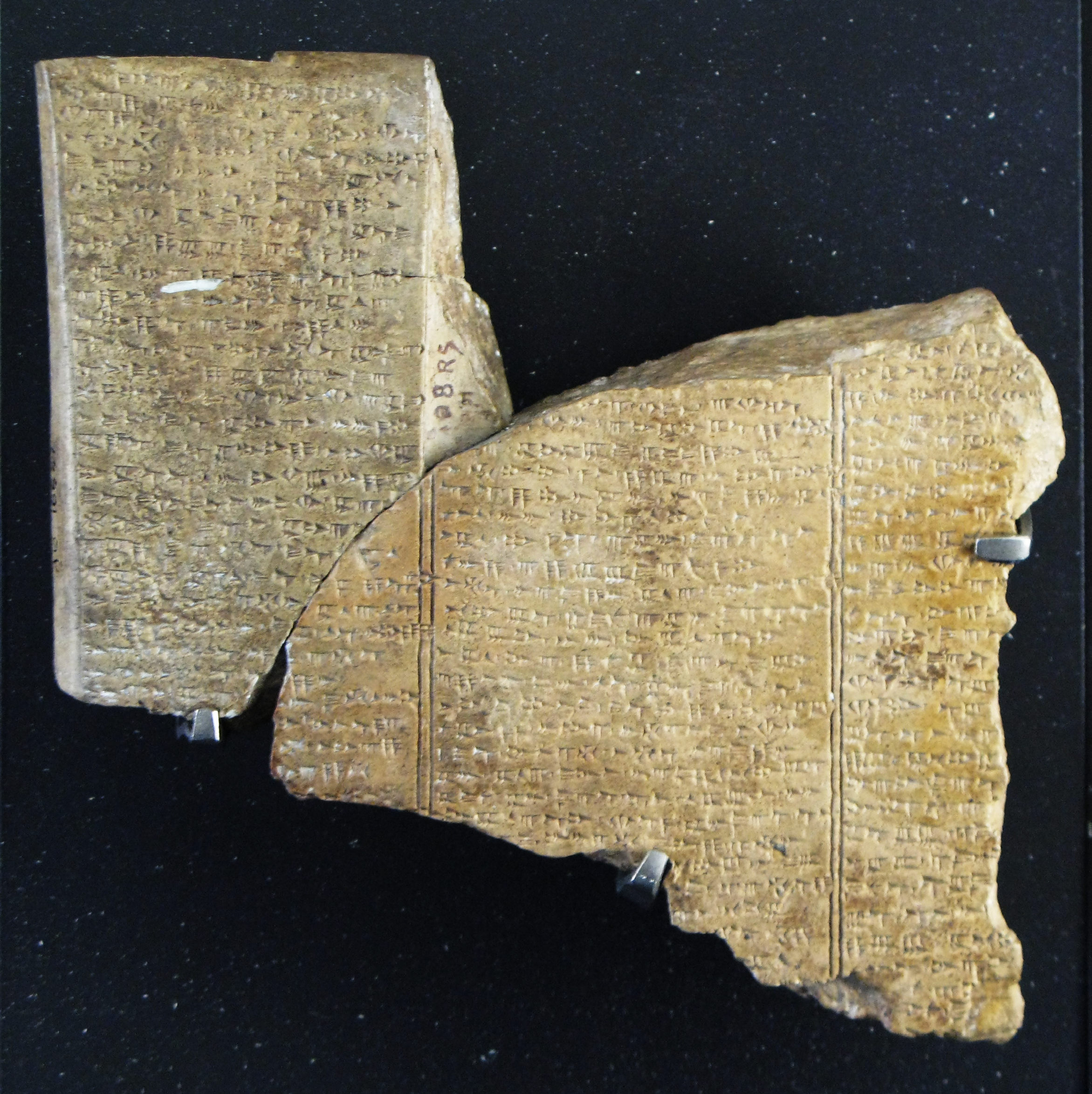
Угаритская табличка с «Поэмой о борьбе Силача Баала и Мота», в которой Анат оплакивает Баала и мстит за него Моту, убивая его. XIV век до н. э., Лувр

Анат один из действующих персонажей в «Цикле Баала», известной угаритской повествовательной поэме, сохранившейся на табличках KTU 1.1—6. Иногда для обозначения этого произведения используются термин «Цикл Баала — Анат».
Анат впервые упоминается в «Цикле Баала» в «Поэме о борьбе Силача Баала и Яма», когда Эль призывает её совершить ритуал неизвестного характера, но который, по мнению Джона Гибсона, мог быть призван помешать ей поддерживать Баала. Позже, когда Ям, соперник Баала в борьбе за пост царя богов, посылает своих посланников на божественное собрание, Анат и Астарта не дают Баалу причинить им вред. Анат захватывает его правую руку, а другая богиня — левую. Этот отрывок является одним из многочисленных выявленных примеров поэтического параллелизма, в котором имена Анат и Астарты пишутся рядом.
Впоследствии Анат появляется в «Поэме о строительстве дворца для Баала», где Баал добивается разрешения на строительство дворца для себя. В отрывке, который остаётся малоизученным, богиня, вероятно, противостоит армии людей. Анат, заперев дверь и накормив своих «отроков» у подножия горы, начинает резню в долине, убивая горожан, «народ морского побережья» и «восточных людей», ходя по колено в их крови и будучи окружена отрубленными частями тел, после чего она радуется и смывает с себя кровь с помощью росы, елея и ливня. Название «отроки» (glmm), по мнению Шифмана, получили младшие воины из дружины богини, которые едят на пире, устроенном предводительницей дружины — самой Анат (возможно, для укрепления личных связей). Исследователи А. Како и М. Шницер предполагают, что это не воины, а Гупну и Угару, перевод Х. Л. Гинзберга предполагает врагов Анат. Шифман пишет, что действия Анат «в самой поэме не мотивированы, из чего следует заключить, что её противниками были враги самой богини или, что более вероятно, враги Баʽлу, но в любом случае исконные враги общества, где бытовала поэма». Убийство горожан в такой ситуации объяснимо при предположении, что миф об резне Анат сформировался в кочевом обществе, где люди противопоставляли себя городским жителям Месопотамии и Сирии. Упоминание «народа побережья» предполагает, что народ — создатель мифа жил в глубине сиро-палестинского региона, вероятнее всего, в Сирийской степи. На основе этого Шифман делает вывод о первоначальном существовании этого эпизода обособленно от остального цикла, возможно, в форме самостоятельного эпического произведения. Поздней границей формирования этого текста, по мнению Шифмана, выступает последняя треть 3-го тысячелетия до нашей эры. Причиной введения данного эпизода в земледельческий миф о постройке дворца для Баала послужила невозможность для повествователя исключить его из общей мифологической традиции. По мнению Шифмана, это была попытка адаптировать эпизод к новой общественной реальности в виде своего рода параллели подвигам Баала. Гораздо больше проблем вызывает вопрос о «людях восточных» (`adm ṣ`at špš). Так, в Библии восточные люди (běnē qāḏām) — враги древних израильтян, точнее неопределяемые (Суд. 6:3; Ис. 11:14; Иер. 49:28; Иез. 25:4—10). Библеист Питер Крейги сближает текст о победе Анат с «Песнью Деворы». Шифман комментирует эту версию как несвободную «от явных натяжек», а также критикует трактовку битвы Анат как ритуала вызова дождя у де Мура. Грэй для кровавой бойни Анат проводил аналогию с борьбой Баала с Ямом и его союзниками. Сцена с резнёй людей повторяется в KTU 1.7.
После этого эпизода к Анат подходят посланники Баала, Гапну и Угару, что заставляет её забеспокоиться, не оспаривает ли новый враг власть Баала, и побуждает её вспомнить битвы, в которых она участвовала ранее. Среди врагов, которых Анат перечисляет, присутствуют Ям, упомянутый дважды: один раз под своим основным именем и один раз под своим эпитетом Нахар, Туннану — морской змей — и другое змеевидное морское чудовище — Латану (bṯn 'qltn, «извивающийся змей» и šlyṭ d šb 't r’ašm, «господин с семью головами»), Арш ('arš, возможно, также морское чудовище, носящее эпитет mdd 'ilm, «возлюбленный Эля»), Атик ('tk, «телёнок Эля» или альтернативно «божественный телёнок»), Дабибу (ḏbb, описывается как дочь Эля и, предположительно, имеет демонический характер) и Ишату ('išt, «пламя», женский демон, описываемый как собакоподобный («сука Эля»), возможно, представляющий аналогию собакам отдельных божеств, известных из месопотамских списков богов). Уэйн Т. Питард отмечает, что включение Яма в число побеждённых противников Анат трудно объяснить, поскольку хорошо известный миф посвящён победе именно Баала над морским богом, а не победе Анат. По мнению Питарда, это упоминание может указывать на существование отдельного мифа, который не сохранился в известных текстах. Вероятно, этот миф содержался в тексте KTU 1.82, где говорится об попадании Баала в нору Змея, об уничтожении железного венца, возможно, принадлежащего Змею, и об Анат, которая участвует в этой борьбе.
Узнав, что источником страданий Баала является не новый враг, а отсутствие собственного жилища, Анат непочтительно пытается оказать давление на Эля, чтобы он дал Баалу разрешение построить себе дворец, говоря, что у других богов есть дворцы, а у Баала нет, и угрожая, что убьёт дочерей Эля и окрасит его бороду кровью, если тот не разрешит. Она терпит неудачу в этой попытке. Впоследствии Анат помогает Баалу убедить Ашеру выступить в качестве посредника от его имени. Котар-ва-Хасис изготавливает подарки для Ашеры, и по дороге к берегу моря, где можно найти Ашеру, Баал и Анат обсуждают событие, во время которого Баал был каким-то образом опозорен, возможно, Ямом. Детали неясны, и часть текста отсутствует. Когда Ашера замечает, что они приближаются, она реагирует со страхом или гневом; эта сцена была описана как «стереотипная реакция на плохие новости», ведь она ждала визита Эля. Однако настроение Ашеры улучшается, когда она понимает, что Анат и Баал несут для неё подарки и не собираются враждовать с ней или с другими божествами. При этом Баал, вероятно, оправдывается за вражду с её сыновьями. Анат просит Ашеру от имени Баала умолять Эля дать разрешение, которое она сама не смогла получить ранее. Ашера соглашается, устраивается пир, а затем Анат, возможно, присоединяется к богине и её слуге Кодеш-ва-Амруру в путешествии к жилищу Эля. По их прибытии Эль думает, что Ашера пришла для «любовных игр», но, поняв, что она просит за Баала, он впадает в ярость, впоследствии всё же дав разрешение на постройку дворца. Гипотеза о присоединении Анат к Ашере и её слуге в их путешествии раньше подвергалась сомнению, но тот факт, что Анат узнаёт о решении Эля раньше Баала и позже передаёт его ему, рассматривается как свидетельство в пользу этой версии. Однако всё же возможно, что Анат не присутствует при вынесении приговора Элем.
После смерти Баала от рук Мота в «Поэме о борьбе Силача Баала и Мота» Анат оплакивает его. Она также проявляет беспокойство о судьбе людей. Шапаш, богиня солнца, первой замечает отчаяние Анат, когда она обнаруживает тело Баала, и помогает ей перенести умершего бога погоды на гору Цафон для погребения. После этого Анат сообщает о смерти Баала Элю, который решает, что необходимо назначить замену царю. Анат также замечает, что эта ситуация заставит Ашеру радоваться, либо из-за предполагаемого антагонизма между этой богиней и Баалом, либо потому, что она сможет продемонстрировать свою власть, назначив другого бога на его место. Сохранившиеся части представляют собой проблему для исследователей, поскольку, по-видимому, даже если Анат похоронила Баала, она активно ищет его после этого. Было высказано предположение, что она похоронила только замену, а не настоящего Баала. Шифманом выдвигается предположение, что имелся эпизод, где Баал воскресает и покидает свою гробницу. Когда история возобновляется после коронации временного царя Астара, за которой следует большой пробел (по оценкам, около 30 строк), Анат угрожает Моту. Впоследствии она убивает его, а затем молотит его останки лезвием, просеивает их ситом, сжигает в огне, перемалывает жёрновом и, наконец, разбрасывает их на съедение птицам. Распространено мнение, что эта сцена отражает ежегодный сельскохозяйственный ритуал. По мнению Джона Гибсона, это маловероятно, поскольку действия Анат просто призваны проиллюстрировать, что уничтожение Мота было полным и основательным.
Далее в мифе, когда Эль во сне узнаёт, что Баал жив, он велит Анат позвать Шапаш, чтобы та его разыскала. Богиня солнца заверяет Анат, что попытается его найти, и получает в ответ благословение. Остальная часть колонки отсутствует. В последнем сохранившемся фрагменте текста, который повествует, что Баал завоевал расположение Эля и что его положению больше ничего не угрожает, Анат упоминается Мотом, воскресшим после их предыдущего противостояния, который жалуется богу грозы на свою гибель от её рук.
В «Поэме о любви Баала и Анат» богиня спрашивает у «отроков Баала» о его местонахождении. Они отвечают ей, что он взял лук и отправился в камыши Шамку, где много буйволов. С помощью крыльев Анат прилетает к Баалу, и, увидев друг друга, они взаимно радуются, после чего происходит совокупление Баала с богиней. Видимо, дальше описывается ритуал воцарения Баала, а именно его вступление в храм (поднятие Баала на святую гору) и восхождение на трон. Анат рождает тельца (быка) от Баала, который после восседания на горе метает молнии, а богиня играет на лире, воспевая Баала. По интерпретации Шифмана, отображение в поэме бога грозы в образе тельца и богини в образе телицы, как и их ребёнка в том же облике тельца, свидетельствует о восприятии Баала как олицетворения мужской плодоносящей силы и покровителя скотоводства. Соитие Баала и Анат выступает в поэме как ритуал священного брака, целью которого является путём магии обеспечить плодородие стада. Ван Селмс предполагает отражение в поэме обряда сакрального скотоложства, что используется для объяснения запрета Книги Левит (Лев. 18:23, 24). Однако подобные ритуалы для религиозной обрядности сиро-палестинского региона неизвестны. Также, по мнению Шифмана, трактовке ван Селмса противоречат данные самой поэмы о соитии тельца и телицы, исключающие саму мысль о скотоложстве. Шифман, проведя параллель с некоторыми обрядами грузин и сванов, предполагает существование реального ритуала, который нашёл своё отражение в «Поэме о любви Баала и Анат» и в котором их роли выполняли жрец и жрица в соответствующих масках. Параллель с обрядами сванов, по мнению Шифмана, подтверждает проведение обряда весной, когда оплодотворялись коровы. В поэме упоминается «толпа Пригожих» — божественных помощниц при зачатии и родах, в данном случае при рождении Быка, сына Баала и Анат. В «Поэме о борьбе Силача Баала с Мотом» происходит соитие Баала (в образе быка) с тёлкой, под которой, вероятно, имеется в виду Анат, на поле льва Мамету. Шифман на основе этнографических параллелей, заключающихся в персонификации духа хлеба в виде быка, делает вывод, что, возможно, речь идёт о поздних воззрениях и что обряд, изначально появившийся в скотоводческом обществе, перешёл также в земледельческую сферу при изменении образа жизни угаритян.

#### «Эпос об Акхите»

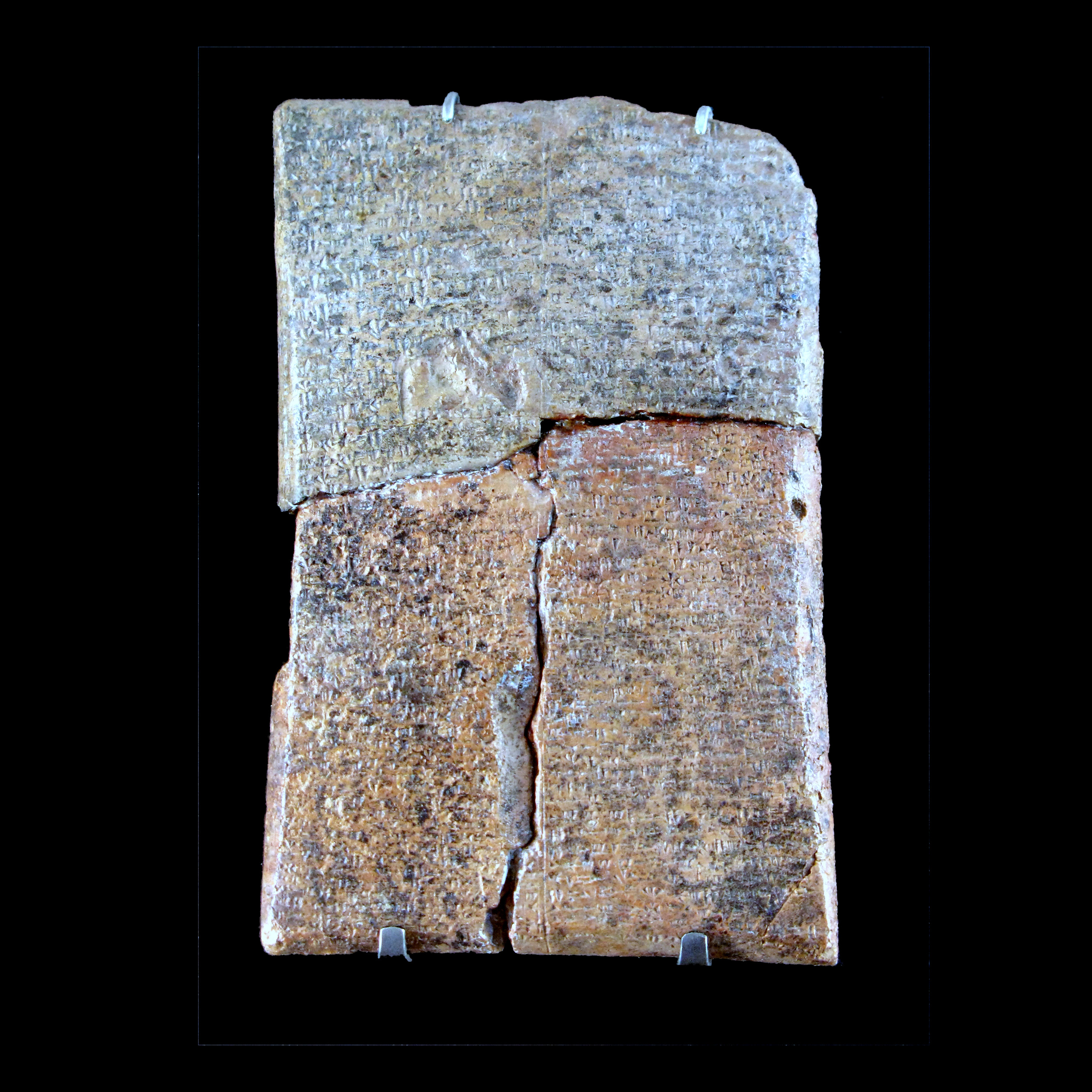
Угаритская табличка с «Эпосом об Акхите», в котором Анат — один из главных персонажей. XIV—XIII века до н. э., Лувр

В другом длинном угаритском повествовательном произведении, «Эпосе об Акхите», также фигурирует Анат, хотя по большей части оно посвящено людям, а не богам. Многие детали сюжета неясны из-за состояния сохранности табличек. Одноимённый герой — сын легендарного царя ДанниИлу. В начале повествования Акхит получает лук от бога-ремесленника Котар-ва-Хасиса. Анат, очевидно, хочет получить его, при этом обещая герою богатство и бессмертие, однако в ответ на просьбу отдать лук ей получает отказ. Акхит аргументирует это тем, что человек не может быть бессмертным, считая слова Анат обманом, а также говорит, что «лук — оружие смелых! С ним ли будут охотиться женщины?!» Неясно, следует ли интерпретировать реакцию Акхита на её требование как вопрос — «теперь женщины охотятся?» — или как ироническое замечание: «теперь женщины охотятся!» Анат требует у Эля разрешения наказать Акхита за то, что она считает нечестием, при этом угрожая верховному богу физической расправой, и Эль даёт ей разрешение. Далее текст не ясен, но, возможно, Анат пытается получить лук у Акхита в обмен на её любовь, но герой снова отказывается. Богиня приглашает Акхита на охоту, но втайне приказывает некоему Йатпану, описанному как «сутейский воин», убить его. Однако в результате его нападения лук ломается, что ещё больше гневает Анат. Тело Акхита впоследствии пожирают хищные птицы, а неназванные посланцы сообщают ДанниИлу, что Анат причастна к исчезновению его сына. Остальная часть повествования, очевидно, посвящена погребению Акхита, семилетнему трауру ДанниИлу и проклятию им виновных в смерти своего сына: Анат, её потомков, воды, горькой травы и города Абулуму, из которого происходит Йатпану, а также мести сестры героя Пугату Йатпану, который в какой-то момент принимает её за Анат и начинает хвастаться своими недавними успехами. Сохранившиеся фрагменты свидетельствуют о том, что сама Анат не столкнулась с последствиями (так, согласно одной версии, Анат и её потомки в числе проклятых не упоминаются). По мнению исследователя Теодора Гастера, поэма завершается торжеством Пугату над Йатпану, столкновением с Анат, воскрешением Акхита и ритуальным примирением с Анат. Шифман поддерживает эту версию, считая, что автор поэмы расположен к Акхиту и его непреклонности, а Анат не выглядит победительницей, и, предположительно, воскрешение и ритуальное примирение возобновили бы «космическую гармонию» в сюжете. Исследователь также сравнивает «Эпос об Акхите» с сильно повреждённой угаритской «Поэмой о рапаитах», где упоминаются ДанниИлу (отец Акхита) и Анат. Шифман неуверенно допускает женитьбу Анат и Акхита в конце эпоса; основанием для его предположения является обычный для Анат эпитет «невестка народа», который, согласно одному из мнений, отражает предание о браке этой богини с членом общества — носителя данной сакральной традиции.

#### Другие мифы
Из-за присутствия слова btlt, которое является очень распространённым эпитетом Анат, было выдвинуто предположение, поддерживаемое и Шифманом, что неполный стих из «Эпоса о Керете» говорит именно о ней как о кормилице Яхиба, сына одноимённого царя, но имя богини является лишь восстановлением лакуны. Раньше предполагалось, что вместо неё могла подразумеваться Шапаш или одна из Котаратов. Стив А. Виггинс считает доказательства в пользу отождествления с Шапаш убедительными и отмечает, что единственной проблемой является отсутствие других текстов, где богиня солнца описывается как btlt. Эта же табличка является одним из текстов, свидетельствующих о том, что Анат считалась красивой. Сравнения с её внешностью могли использоваться для восхваления красоты литературных персонажей, в данном тексте Хурай, смертной принцессы. Термин, обычно используемый для подчёркивания этого качества Анат, — n’mt, превосходная степень n’m, которая может означать «самая хорошая» или «самая красивая» в зависимости от контекста. Этот термин также применялся к богу луны Яриху (n’mn 'lm, «самый красивый из богов»; n’mn — мужская форма того же слова).
Анат появляется вместе с Астартой в KTU 1.114. Во время пира, организованного Элем, Ярих, который в этом тексте ведёт себя как собака, возможно, из-за употребления алкоголя, получает куски мяса от этой пары богинь. Впоследствии их упрекает безымянный слуга Эля, который жалуется, что они предлагают отборные куски мяса собаке. Анат и Астарта упоминаются ещё раз в одной из заключительных строк таблички. Согласно интерпретации Марка Смита, это упоминание, предположительно, указывает на то, что они ищут ингредиенты, необходимые для лечения похмелья, вызванного пьянством Эля. Пьянство описано в том же мифе.
В «Поэме о Пожирающих и Раздирающих» упоминается Дочь Эля (bt. 'il), которая делает возлияния для воскрешения Баала. Шифман предполагает, что это Анат.
В «Поэме о рапаитах» упоминаются охота Анат на зверей и птиц и её пир вместе с другими богами и рапаитами.

## Египетский приём

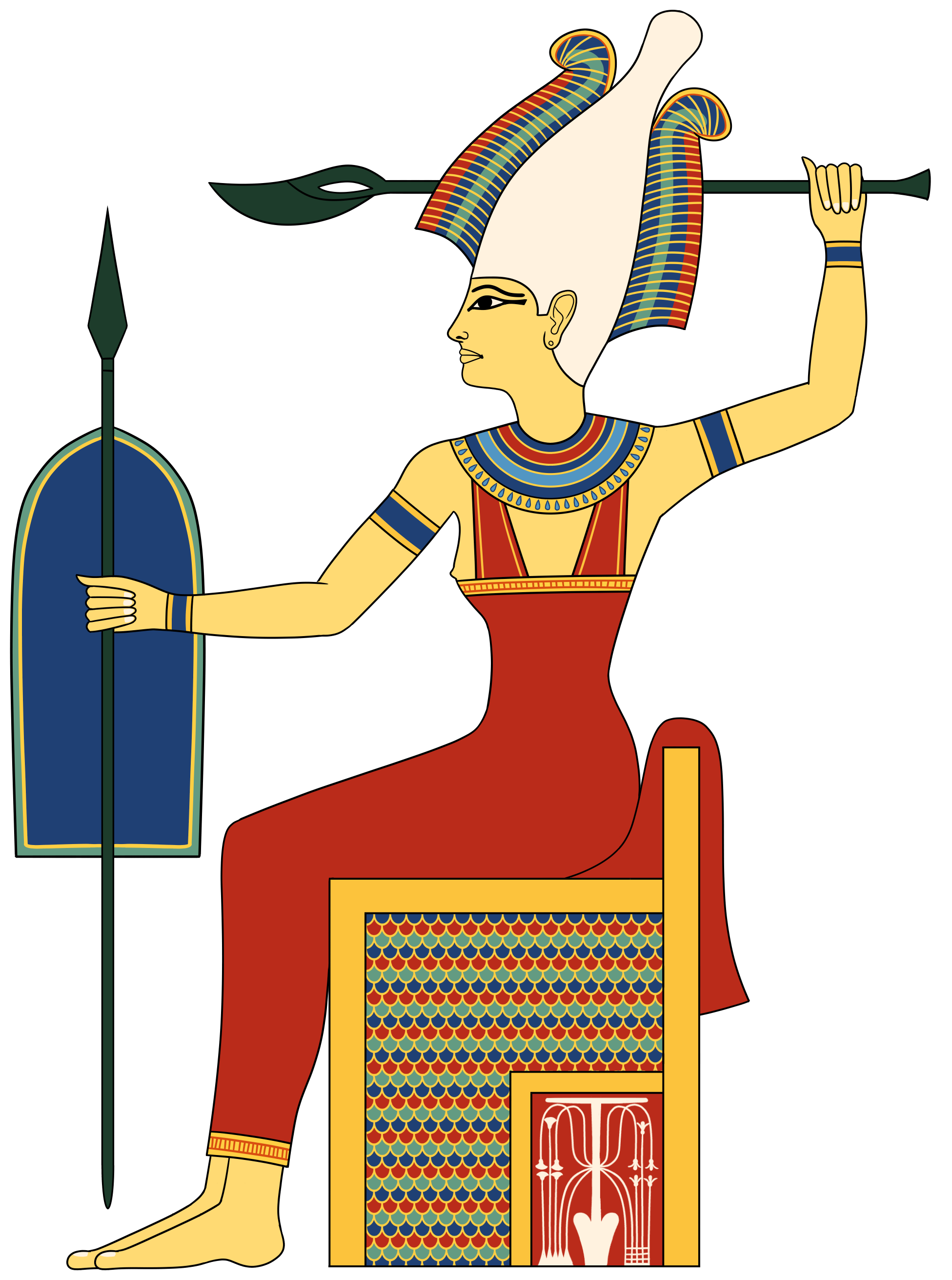
Изображение Анат в короне атеф, украшенной перьями, с копьём, щитом и топором, стилизованное современным художником на основе «Стелы Кеха», Девятнадцатая династия, датируемой XIII веком до н. э.

Принято считать, что культ Анат в Египет был привнесён гиксосами, которые поселились там во время Второго переходного периода. Они правили дельтой Нила в течение приблизительно одного столетия, и их столицей был Аварис. Египтолог Ричард Г. Уилкинсон приводит имя правительницы Анаттер в качестве доказательства того, что гиксосы поклонялись Анат. Однако, согласно Кристиане Зиви-Кош, свидетельства об этой богине, связанные с гиксосами, ограничиваются одним теофорным именем. Исследовательница предполагает, что имеющиеся свидетельства указывают на то, что чужеземные божества с севера, такие как Анат, стали широко почитаться в Египте только во время последующего правления Восемнадцатой династии. Она также предполагает, что возвращение бывшей территории гиксосов увеличило частоту взаимодействия с различными культурами Средиземноморского побережья и более широкого Древнего Ближнего Востока, среди которых был и Угарит. Это, в свою очередь, привело к тому, что в египетскую религию, культуру и язык проникло больше иностранных реалий. По состоянию на 2011 год, не было никаких материальных свидетельств присутствия Анат в религиозных контекстах вплоть до правления Рамзеса II. Другие божества, разделяющие её происхождение, такие как Решеф и Хуарун, уже появлялись в записях, относящихся к более раннему периоду, ко временам Аменхотепа II.

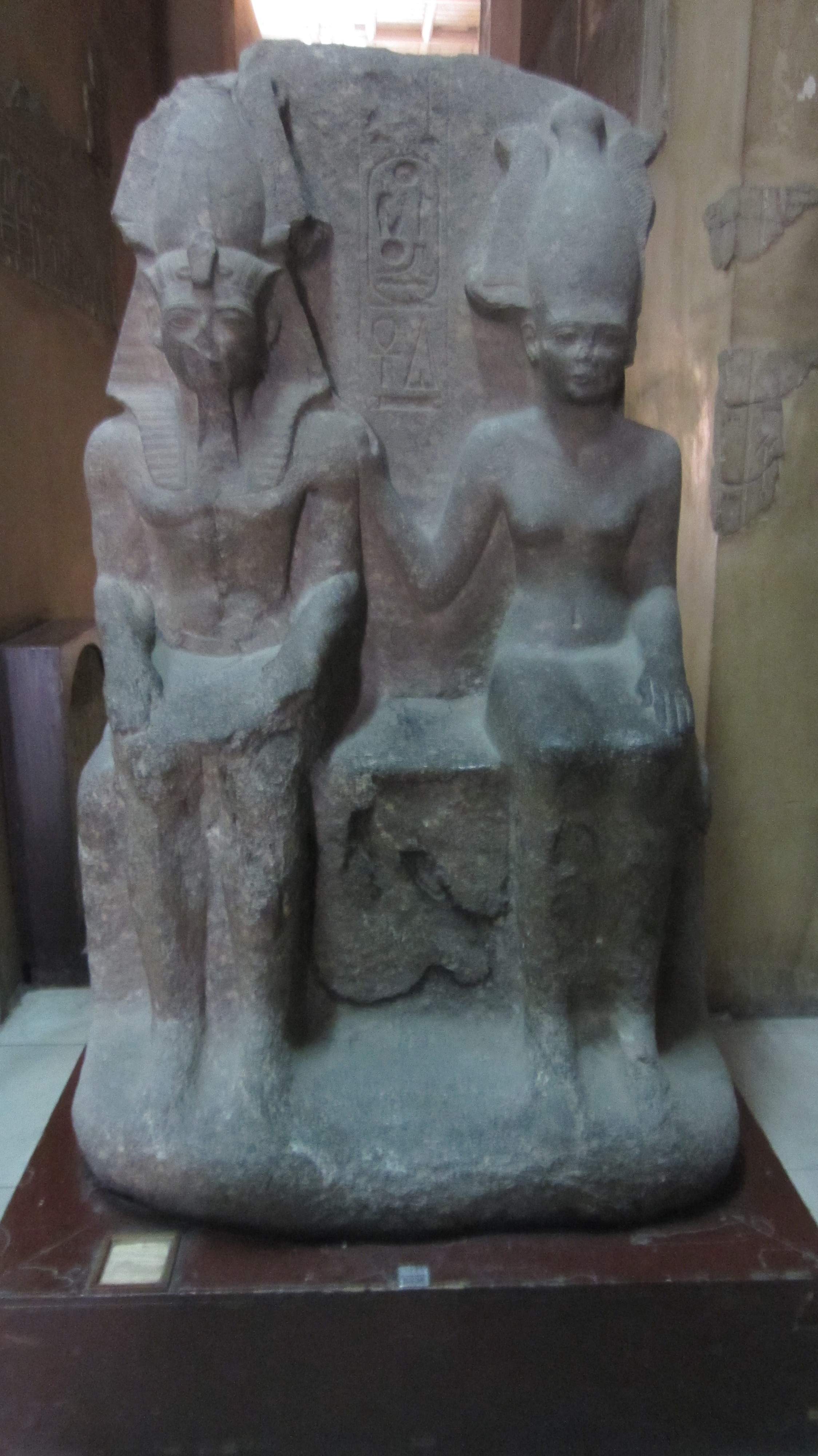
Гранитная статуя Рамзеса II с богиней Анат. Девятнадцатая династия, XIII век до н. э.

Фараон Рамзес II был особенно предан Анат, по словам Уилкинсона, из-за её воинственного характера. Он называл себя «возлюбленным» этой богини и объявлял её своей матерью. Его надписи же обычно приписывают ей воинственные черты, а не материнские. Статуя периода правления Рамзеса II изображает Анат с рукой, положенной ему на плечо. Скульптура происходит из храма, расположенного в Танисе, и сопроводительная надпись на ней описывает заботу Анат о Рамзесе. Фараон также назвал в честь богини одну из своих дочерей — Бент-Анат («дочь Анат»), свою боевую гончую («Анат — сила») и свой меч. Один из его преемников, Рамзес III, назвал Анат богиней, ответственной за его защиту в бою.
В более ранних исследованиях часто утверждалось, что поклонниками иностранных божеств были в основном военнопленные, привезённые в Египет, но текстовые источники указывают на то, что в их почитании могли участвовать фараоны, священнослужители Птаха и обычные люди. В Египте было обнаружено два храма, посвящённых Анат, — один в Танисе (часть храмового комплекса Мут) и другой в Хибисе. Египтяне также построили посвящённый ей храм в Бейсане во время правления Рамзеса III. Айзек Корнелиус в числе свидетельств египетского почитания Анат дополнительно упоминает праздник этой богини, отмечавшийся в Газе. Праздник известен по египетскому остракону, датируемому XIII веком до н. э., по копии письма писца по имени Ипуй к некоему Бак-ен-амуну, командиру гарнизона. В нём описывается состояние дел в подведомственном ему районе, но детали, относящиеся к празднику Анат, не сохранились. Хотя ещё один египетский артефакт, предположительно происходящий из Газы, связан с поклонением Анат, но он может быть неподлинным. Это ситула, в надписи которой упоминается эта богиня. Известны также египетские теофорные имена, связанные с Анат (один из примеров — Анат-эм-хеб, «Анат на её празднике») и построенные по аналогии с подобными именами местных божеств, таких как Амон или Гор. Победные списки Сети I упоминают финикийские города Бет-Анат («Дом Анат») и Карт-Анат («Город Анат»). Изображения богини со щитом, копьём и секирой присутствуют на египетских надгробных плитах. Также возможно, что Анат изображалась стоящей на льве, но так могли быть и изображены и другие богини, например, Кадеш.
В египетских источниках, как и в угаритских, Анат характеризуется как воинственная. Её также называли «госпожа небес». Утверждается, что этот титул может быть связан с её эпитетом, известным из угаритского текста KTU 1.108, b’lt šmm rmm, «госпожа высоких небес». В изобразительном искусстве Анат отображали в атефе, разновидности короны, связанной с Верхним Египтом, вооружённой либо копьём и щитом, либо боевым топором с отверстиями или, возможно, скипетром Уас, хотя этот предмет лучше известен в связи с Астартой. Было отмечено, что древние египтяне обычно изображали божества, привнесённые из других областей, в соответствии с местными нормами, и их атрибуты более отражали характер, а не происхождение божества.
Анат сохраняла свою роль в египетском пантеоне на протяжении 1-го тысячелетия до нашей эры, вплоть до периода римского правления. Она также входит в число божеств, изображённых в храмовом комплексе Дендеры римского периода, а также появляется на стеле греко-римского стиля вместе с Хонсу и Мут.

### Анат, Астарта и Кадеш
Для Египта характерна тесная взаимосвязь между Анат и Астартой, и предполагается, что она была прямой адаптацией северных представлений об этих двух богинях. Обе они могут рассматриваться как дочери Ра или Птаха. Однако они не всегда явно описываются как сёстры. В Египте бог Сет при Раммессидах начал отождествляться с Баалом, и предполагается, что в мифе о борьбе Гора и Сета за царство, датируемом периодом Нового царства, как о потенциальных невестах Сета говорится об Анат и Астарте. Эта интерпретация подвергается сомнению в египтологии с 1970-х годов. Возражения против такого истолкования также были высказаны учёными из области угаритских исследований: Нил Уоллс в 1992 году предположил, что интерпретация этого текста может быть связана с недоразумением. По словам Марка Смита, по состоянию на 2014 год не было представлено никаких доказательств, которые бы решительно разрешили академический спор в пользу этой точки зрения.
Известны и иные египетские мифы об Анат. В одном из них Великий Бог, предположительно Эль, увидел Анат, купающейся на берегу моря. На его глазах богиней овладевает Сет, и капля семени Сета попадает ему на лоб и на бровь. Великий Бог заболевает и ложится в постель, и его навещает Анат. Ещё один рассказ об Анат сохранился в Лейденском папирусе: солнечный бог пролил свою кровь на ноги, попав дальше на уста земли. Земля перепугалась: её призывы о помощи услышала Анат и пришла с семью серебряными и восемью бронзовыми сосудами и собрала кровь с земли. Ещё один миф рассказывает, как Гор запечатал лоно у Анат и Астарты, так что они могли беременеть, но не могли рожать, но Сет его распечатал. Все эти рассказы восходят, вероятно, к ханаанской традиции, развивавшейся параллельно угаритской.
Анат и Астарта появляются вместе с третьей богиней, Кадеш, в так называемой надписи «стелы Винчестерского колледжа», на которой изображена только одна фигура, хотя перечислены три имени. Эта стела и её надпись были использованы для аргументации мнения, что Кадеш, как и два других божества, должна была быть главной богиней в аналогичной области древней Сирии. В частности, были предприняты попытки отождествить её с Ашерой, основываясь на неверном мнении, что Ашера, Анат и Астарта были тремя главными богинями Угарита. Эта теория не учитывает положение Шапаш в пантеоне Угарита. По мнению Рахмуни, мнение о тождестве несомненно семитской Кадеш с Ашерой основано на египетских текстах, где первая из богинь упоминается в сочетании с Анат и Астартой. Из этого путём исключения был сделан вывод о тождестве Кадеш и Ашеры. Однако вопреки этому, хотя Анат и Астарта составляют прочную пару как в угаритских, так и в египетских текстах, нет параллельной угаритской группы, в которую входила бы и Ашера. Другое предложение — рассматривать трёх богинь как одну и ту же. Рахмуни использует против такого объединения в одно божество Кадеш с Анат и Астартой тот же довод об отсутствии угаритской параллели с Ашерой. При этом Пегги Л. Дэй указывает, что до эллинистического периода нет иных свидетельств слияния Анат с другими богинями в египетской религии. Доказательства исчерпываются этим единственным произведением искусства, которое она считает «необычным». Кристиана Зиви-Кош отвергает мнение, что Кадеш была ипостасью Анат или Астарты или вообще богиней сирийского происхождения. Так, она соглашается с предположением, что Кадеш была богиней, которая развивалась в Египте, несмотря на то, что её имя происходит от корня, известного из семитских языков, qdš. Айзек Корнелиус характеризует значение, придаваемое стеле в предшествующих исследованиях, как «преувеличенное». Кроме того, ещё в 1955 году, во время её первоначальной публикации, было отмечено, что надпись указывает на то, что её автор не был полностью знаком с иероглифической письменностью. Это заставило Корнелиуса предположить, что надпись может быть подделкой. Происхождение стелы остаётся неизвестным, и на данный момент она, по-видимому, утеряна.

## Другие свидетельства бронзового века
Анат поклонялись в Эмаре, городе, расположенном на берегу Евфрата в современной Сирии, хотя её значение там было невелико, особенно по сравнению с её статусом в Угарите. Самый ранний академический обзор божеств, упомянутых в корпусе текстов, найденном в этом месте, был подготовлен хеттологом Гэри Бекманом и опубликован в 2002 году. В него Анат вообще не вошла, хотя в 1996 году была выявлена возможная ссылка на топоним, образованный от её имени. Предположение о том, что в отрывке Эмар 216:6 и дальше по тексту присутствует теофорное имя, связанное с Анат, Anat-ummī, на данный момент поддерживается. Марк Смит отмечает, что характер корпуса текстов из Эмары необходимо учитывать при оценке значимости божеств в местной системе верований, поскольку среди табличек из этого места представлено относительно немного текстов религиозного жанра.
Ассириологи Уильям В. Халло и Хаим Тадмор определили возможное упоминание Анат в теофорных именах с элементом ḫa-nu-ta в иске из Тель-Хацора. Текст был датирован периодом между XVIII и XVI веками до нашей эры. Одно теофорное имя, Анати, также известно из Библа. Кроме того, в документе времён правления Рамзеса II упоминается человек из неопределённого места в современной Сирии. Он носил имя bn ‘nt и служил капитаном корабля.
В апреле 2022 года СМИ сообщили, что голова статуи без надписи, обнаруженная фермером в секторе Газа, является изображением Анат. Однако ещё ранее отмечалось, что, хотя Анат и Астарта «часто рассматриваются в качестве возможных кандидатов, когда обнаруживается новое изображение, следует… иметь в виду, что существовали и другие богини». Идентификация отдельных божеств региона в произведениях искусства считается затруднительной без сопроводительных надписей, и отчасти из-за отсутствия документов, предоставляющих информацию о составе местного пантеона, даже для таких известных мест, как Мегиддо. Единственное изображение Анат из Леванта, непосредственно идентифицированное как таковое с помощью сопроводительной надписи, сопровождается египетским традиционным изображением и датируется XII веком до нашей эры.

### ЛогограммаdNIN.URTAкак обозначение Анат
В 1990 году Надав На’аман предположил, что в письмах Амарны логограмма dNIN.URTA, которая встречается во всём корпусе текстов всего четыре раза и была предметом научных дебатов, обозначает Анат. Он указывает, что, несмотря на знаковую роль богини в западносемитском пантеоне 2-го тысячелетия до н. э., не было выявлено ни одного логографического написания её имени, за исключением псевдологографического dIGI-at из Угарита, хотя логографические написания имён иных главных божеств представлены в других текстовых корпусах позднего бронзового века. Исследователь в качестве доказательства приводит также тот факт, что Анат и Нинурта являлись божествами войны, а их имена нередко служили теофорной частью имён собственных. На’аман также предполагает, что имя мужского бога стало ассоциироваться с Анат из-за отсутствия у последней достойного эквивалента среди месопотамских богинь (Иштар уже была связана с Астартой) и присутствия знака NIN (со значением «госпожа») в теониме Нинурты. Это отождествление также поддерживает Гебхард Зельц. Ранее предполагалось, что dNIN.URTA в данном контексте относится к Хуаруну, но, по мнению На’амана, это неправдоподобно, поскольку этот бог ассоциировался с заклинаниями и экзорцизмом, а не с войной. Положение Хуаруна в известных пантеонах было обычно низким, и он полностью отсутствует в теофорных личных именах обсуждаемого периода времени, в отличие от dNIN.URTA. Основываясь на теории На’амана, впоследствии было выдвинуто предположение, что храм dNIN.URTA, где, согласно письму из Амарны № 74, строка 36, Абди-Аширта собрал свои войска, следует понимать как принадлежащий Анат. Сам На’аман также предположил, что царь Сиянну, упомянутый в одном угаритском тексте как Abdi-dNIN.URTA, был тем же человеком, что и более известный под именем Абди-Анати современник Никмепы.
Пегги Л. Дэй, также опираясь на предположение На’амана, утверждает, что божество, обозначенное как dNIN.URTA в текстах из Эмары, может быть и Анат. Однако в более позднем обзоре вероятных предположений относительно личности этого, в настоящее время, безымянного божества сам Гэри Бекман предлагает только Решефа, которого он сам считает вероятным (хотя и спекулятивным) вариантом из-за его присутствия во многих теофорных именах и воинственного характера. Ассириолог Джоан Гудник Вестенхольц предположила, что речь идёт об уникальном местном божестве, известном как Иль Имари (или Хамари), «бог Эмары». Логограммы Il i-ma-ri и dḪa-ma-ri встречаются в эмарских источниках. Майкл П. Стрек отстаивает мнение, что Анат считалась аналогом Нинурты в Амурру и далее на юге, в Ханаане. В то же время он считает идентичность эмарской логограммы dNIN.URTA неопределённой, приводя в качестве возможного варианта предположение Вестенхольц об Иль Имари как месопотамском Нинурте, но не Анат. Йорам Коэн считает Решефа, Иль Имари и Астара, предложенного Даниэлем Арно, правдоподобными предположениями по идентификации логограммы.

### Миф об Элькунирше
Согласно Даниэлю Швемеру, иногда предполагается, что богиня, обозначенная логограммой dIŠTAR в мифе об Элькунирше, который известен из хеттских архивов, может быть Анат или, возможно, Астартой. Это предположение не является общепринятым, и, согласно Стиву А. Виггинсу, нет никаких указаний на то, что присутствующие в мифе герои обязательно соответствуют персонажам, известным из угаритской мифологии. Мэри Р. Бачварова указала на то, что имя богини, похоже, на самом деле dIŠTAR-iš, что, по её мнению, позволяет предположить, что имеется в виду хеттская Анзили. Происхождение самого текста также является предметом научных споров. Даниэль Швемер считает, что происхождение неизвестно. Бачварова указывает на упоминание человека из царства Амурру и предполагает, что происхождение текста может быть отнесено к западносемитской литературной среде. Виггинс предполагает, что даже если оно возникло в ханаанейской области, то, скорее всего, претерпело ряд изменений в процессе передачи. Востоковед Итамар Зингер утверждает, что миф сформировался в «культурной среде, состоящей из сложного слияния семитских и хурритских элементов». Роль dIŠTAR в мифе заключается в том, чтобы сообщить богу грозы, что божество Элькунирша, чьё имя может быть производным от эпитета угаритского бога Эля, и его жена Ашерту (Ашера) замышляют против него заговор. Как угаритский Баал, так и хеттский Тархунт были предложены в качестве личности бога грозы.

## Свидетельства первого тысячелетия до нашей эры

### Месопотамские источники

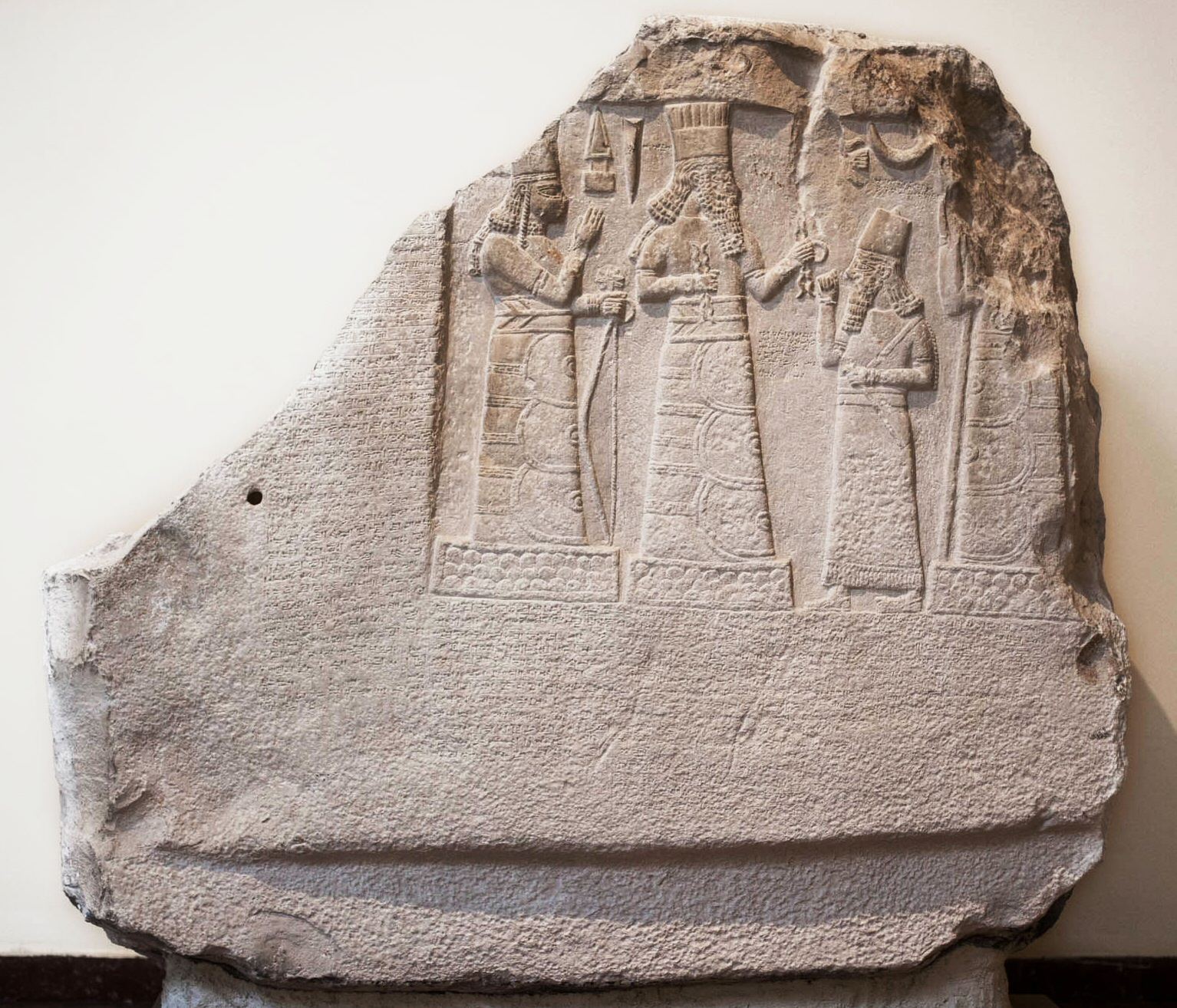
Стела Шамаш-реш-уцура с богами Ададом, Инанной и Анат (крайняя справа). VIII век до н. э.

Город Анат ввиду частого написания его названия с детерминативом божества считается главным месопотамским культовым центром богини Анат. Возможно, именно из него происходит обнаруженная в Вавилоне стела VIII века до н. э. с повреждёнными изображением Анат и надписью с её упоминанием. Храм Э-шузианна, которому покровительствовал старовавилонский царь Хаммурапи, согласно более поздним надписям продолжал использоваться. Наряду с Анат главным божеством её города был Адад, но неизвестно, как характеризовались отношения между ними. Даниэль Швемер указывает, что роль жены Адада, скорее всего, играла богиня погоды Шала, а не Анат. Свидетельства отношений между Ададом и Шалой обнаружены и в других местах Месопотамии.
На стеле, найденной в Вавилоне с именем Шамаш-реш-уцура, который служил правителем Сухума около 760 года до н. э., возможно, по предположению Антуана Кавиньо и ассириолога Бахиджи Халил Исмаил, изображена Анат вместе с другими божествами. Фрагмент надписи с упоминанием Анат повреждён, повреждено и само изображение. Два других божества идентифицированы как Иштар и Адад. Все трое изображены в коронах из перьев и одеждах, украшенных ронделями, в соответствии с вавилонскими художественными традициями того периода. Было высказано предположение, что первоначально было ещё изображено четвёртое божество (на участке, который с тех пор откололся), но это остаётся лишь гипотезой. Божества сопровождаются меньшим изображением самого Шамаш-реш-уцура, который, в отличие от них, одет в типично ассирийской манере. Также на стеле изображены символы Мардука (заступ), Набу (стилос) и Сина (полумесяц). Было отмечено сходство рисунка на этой стеле с кудурру (пограничным камнем) Набу-шума-ишкуна.
Нинурта-кудурри-уцур, сын Шамаш-реш-уцура, в какой-то момент отремонтировал храм Э-шузианны. Надпись правителя, относящаяся к этому событию, описывает Анат как «совершенную госпожу, самую возвышенную из богинь, самую могущественную из богинь, величайшую из богов Игигов, величественную госпожу, чья божественность великолепна, великолепную госпожу, чья доблесть не сравнится ни с одной из (других) богинь». Нинурта-кудурри-уцур также утверждает, что в неуказанный момент до его правления жители Аната восстали и, заключив союз с неким ассирийцем, привели последнего в свой город. Этот ассириец осквернил сам город богини, её одеяние и украшения, а затем спрятал её статую. Однако Нинурта-кудурри-уцур вынес статую из тайника, вернул богине её одеяние и украшения и восстановил её почитание. Как и другие надписи правителя, этот текст написан на вавилонском диалекте аккадского языка, хотя в нём также заметны ассирийское и арамейское влияния. Имя Анат написано как an-at. Среди других богов упоминаются Шамаш, Мардук, Адад, Апладад и Мишару.

### Финикийские источники
Положение Анат в финикийской религии является предметом споров среди исследователей. Реконструкция финикийских религиозных верований затруднена из-за скудости и лаконичности имеющихся источников. Культурная преемственность с угаритской религией не может быть установлена точно. Утверждается, что небольшое количество теофорных имен, ссылающихся на Анат, и отсутствие других важных свидетельств её культа могут быть признаком того, что поклонение Анат в Финикии в 1-м тысячелетии до нашей эры имело малые масштабы. Айзек Корнелиус утверждает, что она полностью исчезла из многих местных пантеонов, но Пегги Л. Дэй возражает против этого вывода.
В Идалионе на Кипре были обнаружены четыре предмета с надписями, посвящёнными Анат. Поскольку два из них — это привязи для лошадей, датируемые VII веком до н. э., и наконечник копья, датируемый V или началом IV века до н. э., предполагается, что Анат сохранила свою воинственную природу и в финикийской религии. В надписях она имеет постоянный эпитет «сила жизни». В Ларнакасе-тис-Лапиту также была найдена двуязычная финикийско-греческая надпись «Анат — Афина». В греческой версии надписи вместо Анат упоминается «Афина — спасительница и победа» (Αθήνα σώτειρα νίκη), предположительно из-за их общего характера и, согласно Пегги Л. Дэй, характеристики обеих как «сексуально неактивных и нерепродуктивных богинь». Сравнения между Анат и Афиной также проводились современными исследователями греческой религии, такими как Вальтер Буркерт, который обратил внимание на взаимный воинственный характер этих богинь и подчеркнул сходство в иконографии палладиумов из Греции и статуэток воинов из Сирии. Богиня, которую Филон из Библоса называет Афиной, также считается Анат. Филон утверждает, что сестрой Афины была Персефона, которая в данном случае может быть просто греческой богиней, поскольку ей поклонялись в Самарии; связь с угаритской Арцай возможна, но из-за недостатка источников не может быть доказана. По повествованию Филона, Эль движется войной на Небо, своего отца, и для этого с помощью Анат, своей дочери, и своего помощника — Гермеса Трисмегиста — выковывает себе из железа серп и копьё для победы в войне. В данном варианте мифа Анат выступает на стороне Эля, в отличие от угаритских мифов, где она активно угрожает ему и добивается только своих целей. Дальше в тексте Эль делит землю между божествами, и Анат получает Аттику, под которой Циркин предполагает не только регион, но и всю Грецию. Филон также рассказывает о богине Баалат Гебал. Скорее всего, это не было её изначальным именем, поэтому некоторые исследователи интерпретируют эту богиню как Астарту или Анат, но Циркин отрицает такое отождествление, считая Баалат Гебал самостоятельным божеством. Однако, как отмечает Ричард Дж. Клиффорд, начиная с 1980-х годов комментаторы труда Филона указывают, что, хотя по крайней мере некоторые детали повествования являются отражением подлинных финикийских верований, сам рассказ финикийского автора следует понимать в первую очередь как эллинизированный и находящийся под сильным влиянием греческой, а не финикийской мифологии, и поэтому это не вполне надёжный источник для изучения более ранних периодов.
Отождествление с Анат божества dA-na-ti ba-a-ti DINGIR.MEŠ, возможно, читаемого как Анат-Байтел, из договора между Асархаддоном и царём Тира Баалом I считается неправдоподобным. Дэй отмечает, что, хотя такие предположения присутствуют в научных работах, имя также может быть неродственным сложным существительным. Хотя традиционно считается, что Анат-Байтел была одним из главных божеств Тира, религиовед Карел ван дер Тоорн поставил под сомнение возможность финикийского происхождения этого имени из-за отсутствия других свидетельств из этого города и близлежащих районов. Он предполагает, что вместо этого оно было заимствовано из арамейского языка. Джон Дэй, в свою очередь, отстаивает версию о непосредственной связи Анат с Анат-Байтел.
Утверждение, что Танит, которой поклонялись в Карфагене, была тем же божеством, что и Анат, можно найти в более ранней литературе, например, в публикациях востоковеда Уильяма Ф. Олбрайта. По словам Стива А. Виггинса, к таким утверждениям следует относиться осторожно. Необязательно предполагать, что Танит соответствует какой-либо крупной богине 2-го тысячелетия.

### Библия

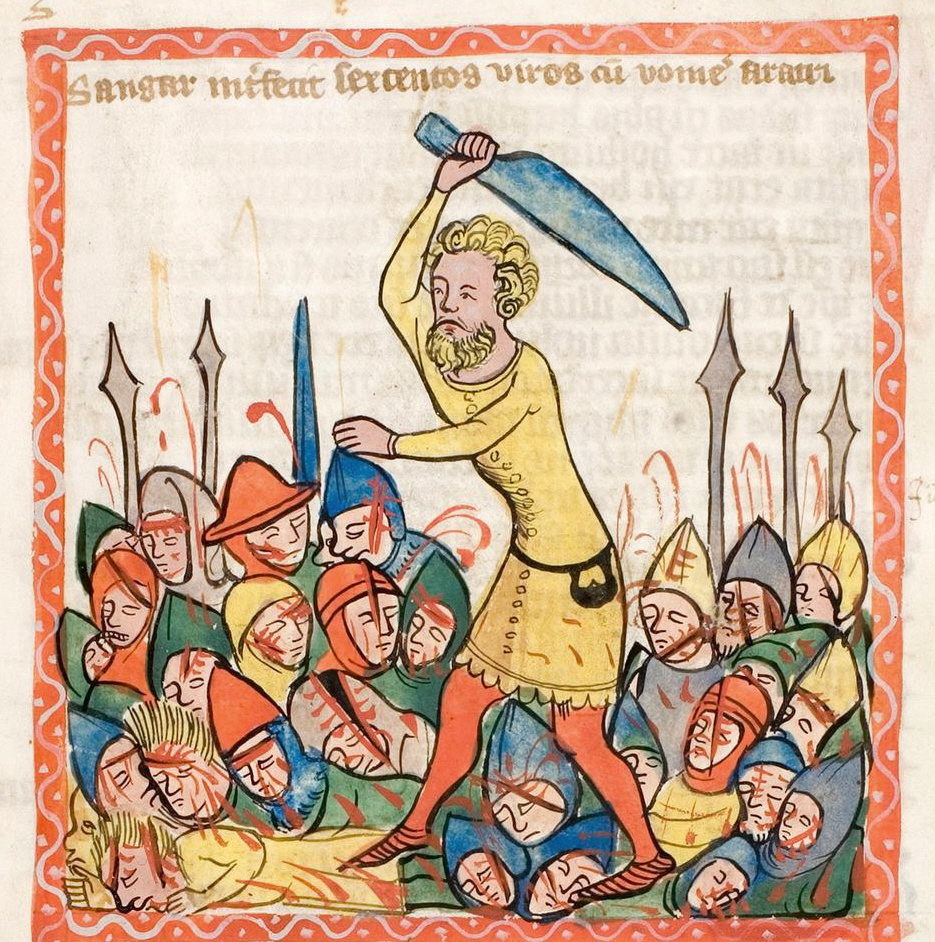
Шамгар, сын Анат, — четвёртый судья Израиля, убивший 600 филистимлян воловьим рожном. Иллюстрация из Speculum Humanae Salvationis, около 1360 года

Единственными определёнными упоминаниями Анат в Библии являются теофорное имя Шамгар бен Анат (Суд. 3:31) и топоним Бет-Анат (Нав. 19:38 и Суд. 1:33); ещё два считаются возможными: топоним Анатот (Иер. 1:1) и омофонное к нему имя Анатот (Неем. 10:19). Джон Дэй пришёл к выводу о наличии храмов Анат в этих городах. Стив А. Виггинс, на основании имеющихся свидетельств, считает, что Анат лишь «рудиментарно присутствовала» в Израильском царстве. Карел ван дер Тоорн приходит к аналогичному выводу.
Большинство исследователей сходятся во мнении, что единственный стих, в котором упоминаются Шамгар бен Анат и его победа над шестью сотнями филистимлян, был поздним дополнением к Книге Судей и что он, скорее всего, представляет собой полностью вымышленный рассказ, возможно, вдохновлённый более известными подвигами, приписываемыми Самсону или воинам Давида. В обороте «бен Анат» («сын Анат») элемент «Анат» женского рода, что противоречит семитской традиции упоминания только принадлежности по отцу. Нили Шупак, как и многие другие, предполагает, что «бен Анат» следует интерпретировать как прозвище, обозначающее его носителя как воина из отряда, посвящённого Анат из-за её известного воинственного характера. Шупак указывает, что известно множество примеров подобных теофорных имён воинов. Аналогичное имя bn ‘nt известно по наконечнику стрелы с надписью, датируемому XI веком до н. э., и по печати с надписью на древнееврейском неизвестного происхождения, датируемой VIII или VII веком до нашей эры. Альтернативное предположение, первоначально сформулированное Уильямом Ф. Олбрайтом, заключается в том, что «бен Анат» просто указывает на то, что Шамгар родился в Бет-Анате. Шупак считает этот вариант маловероятным.
Предположение о том, что ‘annôt, «пение», в масоретском тексте Исхода 32:18 должно быть истолковано как ссылка на Анат, считается неправдоподобным. Оно основывается на неверном предположении, что Анат была богиней плодородия, связанной с человеческой сексуальностью, и как таковая может быть связана с описанным развратным поведением, относящимся к поклонению золотому тельцу. Более того, идол, воздвигнутый израильтянами, описывается как молодой бык (‘gl), в то время как изображение женского божества скорее можно было бы назвать телицей (‘glh). Предположение о том, что Царица Небесная из Книги Иеремии (Иер. 7:18, 44:17) может быть Анат, хотя и опирается на данные из Угарита и Египета о подобных титулах богини, также считается неправдоподобным.
В 1 Цар. 31:10 говорится, что оружие Саула после его смерти было положено в храме Астарты в Бет-Сане. После того как там же, в Бет-Сане, был обнаружен храм Анат, британский археолог Алан Роу предположил, ошибочно отождествляя Анат и Астарту, что речь в библейском стихе идёт именно об этом храме. Несмотря на то, что британец исходил из ошибочного тезиса, Джон Дэй считает возможным этот вариант, поскольку Анат и Астарта, кроме всего прочего, были схожими богинями войны, и поэтому местом для хранения оружия Саула мог стать храм любой из них. Эту точку зрения поддерживает и Пегги Л. Дэй, ссылаясь на тот факт, что слово Ashtaroth в 1 Цар. 31:10 стоит во множественном числе. Исследовательница переводит его как «богини», доказывая, что в этом стихе нет ясного упоминания имени конкретного божества. При этом Джон Дэй упоминает о частых предложениях исследователей считать верным для множественного Ashtaroth в этом же стихе чтение Ashtoreth (принимая его за единственное число). Однако сам учёный в противовес этому мнению приводит параллель в стихе 1 Пар. 10:10, где говорится о положении филистимлянами оружия Саула «в капище богов своих», что говорит в пользу множественного Ashtaroth в 1 Цар. 31:10.
Библеист Питер Крейги утверждал, что представления об Анат, зафиксированные в угаритских текстах, повлияли на образ судьи Деворы из 5-й главы Книги Судей. В доказательство Крейги выдвигает пять параллелей:
1. Дебора имеет помощником воина-мужчину — Варака, как и Анат Йатпана;
2. и Дебора, и Анат были предводительницами воинов;
3. Анат носит титул «госпожа владычества» (KTU² 1.108), а обращение Деворы в Суд. 5:21 Крейги интерпретирует как «ты будешь владычествовать, о душа моя, могущественно!»;
4. Анат в угаритcких текстах иногда фигурирует как «дева Анат», а Питер Крейги с оговоркой про скрытую иронию считает, что стих Суд. 5:30 «неявно» называет Дебору девой;
5. далее Крейги, с оговоркой про неоднозначность угаритских свидетельств, отождествляет Анат с угаритской «Госпожой звёзд», опираясь на текст KTU² 1.13.13, и проводит параллель с Суд. 5:20: «С неба сражались, звёзды с путей своих сражались с Сисарою», считая стих поэтическим описанием воинов Деборы"[301].

Библеист Сьюзан Акерман хотя и отвергает построения Крейги, но всё же поддерживает версию о влиянии образа Анат на Дебору, именно о влиянии, но не об их тождестве. Также Акерман видит влияние образа Анат в описании Иаиль в Книге Судей и даже Юдифь, когда она поражает Олоферна, а также в описании женщины из Тевеца в 9-й главе Книги Судей. Однако Джон Дей после разбора версий Крейги и Акерман находит их построения и приведённые доводы неубедительными и неосновательными.
Семитолог и библеист Марвин Поуп в своём комментарии на Песнь Песней утверждал, что героиня этой книги Библии соответствует Анат. Однако практически все доводы Поупа основаны на сомнительных филологических построениях. Так, несмотря на то, что наиболее адекватным значением слова shulammite (Суламита) считается женский эквивалент имени «Соломон», Поуп признавал его эпитетом и переводил как «умиротворённая», «успокоенная» (англ. the pacified one), проводя при этом параллель с умиротворением, успокоением Анат после кровавой резни в угаритских текстах (KTU² 1.3.II.3-41). Основным же доводом для критики теории Поупа Джон Дей считает мирное, любовное содержание Песни Песней (в отличие даже от остального Ветхого Завета), что не соотносится с образом Анат, в большинстве своём жестокой богини войны. Последняя черта вовсе не находит подтверждения в библейской книге.
В тексте стиха Иов. 31:1: «Завет положил я с глазами моими, чтобы не помышлять мне о девице», который обычно трактуется как отсылка к похоти, некоторые учёные — Энтони Череско, Уолтер Л. Мишель, Дэвид Фридман, Эдвин Гуд и Дэвид Вольферс — увидели аллюзию на девственницу Анат. Их доводы сводились к следующему: во-первых, смотреть на девицу (англ. looking upon a virgin; таков перевод текста в англоязычной Библии) — не такой уж большой грех, а значит, подразумевалось что-то более серьёзное (например, идолопоклонство); во-вторых, о грехе блуда говорится значительно позже, в стихах 9—12 той же главы. В итоге всё сводилось к поиску иного чтения термина «девица» или перемещению самого стиха после отрывка о блуде. Однако же знание этого стиха из Книги Иова зафиксировано в той же форме уже в Книге Премудрости Иисуса, сына Сирахова (Сир. 9:5).
В одном из угаритских мифов о Баале присутствует описание (KTU² 1.3.II.3-30) безжалостной расправы Анат со своими врагами крайне жестоким и кровавым способом. Некоторые исследователи — Джон Грей, Пол Дэвид Хэнсон, Марк С. Смит — сравнили язык из этого отрывка с языком, использованным в некоторых местах Ветхого Завета при описаниях безжалостной мести Яхве своим врагам (по мнению учёных, это Соф. 1:7—18, Ис. 34:6—10, Ис. 63:1—6, Иез. 39:17—20, Зах. 9:15), и пришли к выводу об их возможной связи. Джон Дей, однако, считает, что при распространённости «безжалостных и кровавых войн в Древнем мире» в таких описаниях не стоит усматривать связей.

### Спорные предложения
Два возможных теонима с элементом «Анат» были идентифицированы в арамейских текстах из Элефантины V века до н. э.: 'ntyhw и 'ntbyt’l. В обоих случаях элемент 'nt может быть именем нарицательным. Утверждается, что они являются родственными конструкциями, «Анат Яху» и «Анат Вефиля» соответственно, последняя, возможно, соответствует божеству Анат-Байтел, известному из договора между Асархаддоном и царём Тира Баалом I. Вефиль, или Байтел, мог быть одноимённым богом поселения Вефиль. Элемент «Яху», предположительно, соответствует Яхве, национальному богу израильтян. Утверждается, что и 'ntyhw, и 'ntbyt’l следует понимать как супругу богов-мужчин, упомянутых в этих именах. Однако уже в 1990-х годах возник вопрос, следует ли переводить эти имена как «Анат, супруга Яху» и «Анат, супруга Вефиля», и, согласно библеисту Сьюзен Акерман, нынешнее большинство исследователей считает, что Анат-Яху вместо этого следует понимать как ипостась Яху, а первый элемент этого имени — как обычное существительное, означающее «провидение» или «знак». Джон Дэй критикует такую точку зрения и пишет о поклонении Анат именно как супруге, поддерживая мнение, что Анат-Байтел является божеством, аналогичным «Анат Вефиля». Марк Смит утверждает, что поклонение Анат Яху явилось результатом синкретизма двух божеств, возникшего уже в Египте. Ван дер Тоорн утверждает, что поклонение может отражать синкретизм, возникший после 722 года до н. э. на территории бывшего Северного царства после изгнания сирийцев (среди прочих народов) в этот регион. Джон Дэй критикует эти версии за преувеличенную позицию, что Анат вообще была неизвестна в допленном Израильском царстве, рассматривая божество Анат Яху как возникшее ещё до вавилонского плена.
Известна арамейская надпись из Египта, в которой упоминается жрец Анат, но её подлинность была поставлена под сомнение Сьюзен Акерман. Она является частью коллекции Михаилидиса (Михаэлидеса), в отношении предметов из которой известны частые нарушения в документации. Эти нарушения вызывают у некоторых исследователей сомнения в подлинности предметов из коллекции.
Иногда утверждается, что богиня Атаргатис, которой поклонялись в современной Сирии в эллинистический и римский периоды, представляла собой слияние Анат и Астарты. Это предположение основано на утверждении Уильяма Ф. Олбрайта, что элемент Atta в имени богини может быть арамейской формой имени Анат и что поэтому имя «Атаргатис» можно правдоподобно объяснить как сочетание имен Анат и Астарты. Эта точка зрения была подвергнута критике Пегги Л. Дэй, которая, следуя более раннему исследованию Джо Энн Хакетт, указывает, что среди многих исследователей Еврейской Библии и Древнего Ближнего Востока существует общая тенденция рассматривать богинь региона как неотчётливо различающихся касательно их ролей и функций. Она предполагает, что выдвигаемые согласно такому подходу предложения объединять тех или иных богинь или рассматривать отдельный теоним как признак слияния женских божеств требуют «критической переоценки» в каждом конкретном случае.

## Сравнительная мифология
В 1960-х годах семитолог и библеист Марвин Поуп и востоковед Вольфганг Рёллиг утверждали, что индуистская богиня Кали имеет общие черты с некоторыми древними ближневосточными богинями, например, носит ожерелье из голов и пояс из отрубленных рук, как Анат, и пьёт кровь, как египетская богиня Сехмет. Хотя жестокость в образе Кали всё же получила развитие позже, однако, ввиду её истоков в более ранних временах и контактов жителей Индии с западными соседями, исследователи считали возможной связь индуистской богини с Анат. Миф описывает, как Кали пришла в экстаз от радости битвы и резни, убивая демонов, и отказывалась остановиться, пока её не утихомирил её супруг Шива, бросившись к ней под ноги. Марвин Поуп в 1977 году утверждал, что этот миф имеет параллели с угаритским мифом, в котором Анат начала нападать на воинов, будучи описана как злорадствующая, с сердцем, наполняющимся радостью, и печенью, исполненной смеха, при этом она прикрепляет головы воинов к своей спине и опоясывает их руками свою талию. Имеет место предположение о параллели между этим эпизодом об истреблении людей Анат и египетским мифом об истреблении людей Хаткор-Сехмет, поддерживаемое в том числе сравнительным религиоведом С. Г. Хуком. Мирча Элиаде приписывал Анат каннибалистические и кровавые наклонности, связывая её с индуистской богиней Дургой.

## Современность

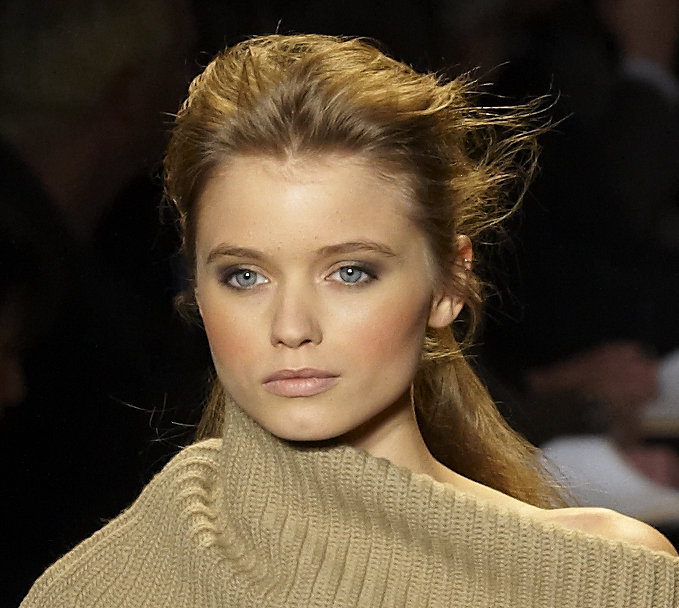
Модель Эбби Ли, сыгравшая роль Анат в фильме 2016 года «Боги Египта»

В современном Израиле получили распространение имена ханаанских божеств, в том числе и имя «Анат», которое является одним из популярных женских имён. Оно начало встречаться в Израиле, по крайней мере, уже во второй половине XX века. Лингвист Гилад Цукерман указывает, что, хоть имя «Анат» и взято из Библии, но родители, называющие им своих дочерей, могут не знать его «библейский смысл». По мнению профессора психологии Биньямина Бейт-Халлахми, такие имена отражают современную светскую израильскую культуру, а также могут быть формой неповиновения традиционной еврейской культуре.

### На русском языке
Книги
- Липинская Я.; Марциняк М. Мифология древнего Египта = Mitologia starozytnego Egiptu / пер. Э. Я. Гессен. — М.: Искусство, 1983. — 224 с.
- О Ба’лу. Угаритские поэтические повествования / Шифман И. Ш. (пер. с угарит., введ., коммент.). — М.: Восточная литература, 1999. — 536 с. — (Памятники письменности Востока). — ISBN 5-02-017805-5.
- Тураев Б. А. Отрывки финикийской космологии и мифологии Филона Библского // Финикийская мифология / под общ. ред. С. Довженко. — СПб.: Летний сад, журнал «Нева», 1999. — 331 с. — ISBN 5-89740-019-9.
- Угаритский эпос / Шифман И. Ш. (введ., пер с угарит. и коммент.) под отв. ред. А. Б. Халидова. — М.: Наука, Восточная литература, 1993. — 339 с. — (Памятники письменности Востока). — ISBN 5-02-017247-2.
- Хук С. Мифология Ближнего Востока = Middle Eastern Mythology / пер. Л. Калашниковой. — М.: Центрполиграф, 2009. — 184 с. — ISBN 978-5-9524-4538-3.
- Циркин Ю. Б. Мифы Финикии и Угарита. — М.: Астрель, АСТ, 2003. — 478 с. — ISBN 5-271-00440-6. — ISBN 5-17-002280-8.
- Циркин Ю. Б. Передняя Азия. — М. : Литература, Мир рокниги, 2004. — 416 с. — (Мифы и легенды надов мира ; т. 12). — ISBN 5-8405-0649-4.
- Шифман И. Ш. Культура древнего Угарита (XIV—XIII вв. до н.э.) / под отв. ред. А. Г. Лундина. — М.: Наука, 1987. — 247 с.
- Элиаде М. История веры и религиозных идей / под отв. ред. А. А. Старостиной. — М.: Критерион, 2001. — Т. 1. От каменного века до элевсинских мистерий. — 464 с. — ISBN 5-901337-03-4.

### На других языках
Книги
- Archi, Alfonso. Ebla and Its Archives. Texts, History, and Society (англ.). — Boston: De Gruyter, 2015. — 878 p. — (Studies in Ancient Near Eastern Records (SANER), vol. 7). — ISBN 978-1-61451-716-0.
- Asher-Greve, Julia M.; Westenholz, Joan G. Goddesses in Context: On Divine Powers, Roles, Relationships and Gender in Mesopotamian Textual and Visual Sources (англ.). — Fribourg: Academic Press Fribourg, 2013. — 454 p. — (Orbis Biblicus et Orientalis, vol. 259). — ISBN 978-3-7278-1738-0.
- Baumgarten, Albert I. The Phoenician History of Philo of Byblos: A Commentary (англ.). — Leiden: Brill, 1981. — 284 p. — ISBN 978-90-04-06369-3.
- Beit-Hallahmi, Benjamin. Despair and Deliverance: Private Salvation in Contemporary Israel (англ.). — Albany: State University of New York Press, 2012. — 221 p. — ISBN 9780791496183.
- Burkert, Walter. Greek Religion. Archaic and Classical (англ.). — Cambridge, Massachusetts: Harvard University Press, 2012 (1985). — 504 p. — ISBN 978-0-631-15624-6.
- Cornelius, Izak. The Many Faces of the Goddess: The Iconography of the Syro-Palestinian Goddesses Anat, Astarte, Qedeshet, and Asherah c. 1500—1000 BCE (англ.). — Fribourg, Göttingen: Academic Press Fribourg, Vandenhoeck & Ruprecht, 2008. — 216 p. — (Orbis Biblicus et Orientalis, vol. 204). — ISBN 3-7278-1485-3.
- Day, John. Yahweh and the Gods and Goddesses of Canaan (англ.) / eds. D. J. A. Clines, P. R. Davies. — New York: Sheffield Academic Press[англ.], 2002. — 290 p. — ISBN 1-85075-986-3. — ISBN 0-82646-830-6.
- Feliu, Lluís. The God Dagan in Bronze Age Syria (англ.). — Boston: Brill, 2003. — 356 p. — (Culture and History of the Ancient Near East, vol. 19). — ISBN 90-04-49631-9.
- Frame, Grant. Sūḫu // Rulers of Babylonia. From the Second Dynasty of Isin to the End of Assyrian Domination (1157—612 BC) (англ.). — Toronto: University of Toronto Press, 1995. — Vol. 2. — 496 p. — (The Royal Inscriptions of Mesopotamia). — ISBN 978-1-4426-5705-2.
- George, Andrew R. House Most High: The Temples of Ancient Mesopotamia (англ.). — Winona Lake: Eisenbrauns, 1993. — 209 p. — ISBN 0-931464-80-3.
- Haas, Volkert. Geschichte der hethitischen Religion (нем.). — Leiden, New York, Koln: Brill, 2015 (1994). — 1116 S. — (Handbook of Oriental Studies. Section 1: The Near and Middle East). — ISBN 978-90-04-29394-6.
- Higginbotham, Carolyn R. Egyptianization and Elite Emulation in Ramesside Palestine. Governance and Accommodation on the Imperial Periphery (англ.). — Boston: Brill, 2000. — 336 p. — ISBN 978-90-04-49364-3.
- Hoffner, Harry A. Hittite myths (англ.) / eds. H. A. Hoffner, G. M. Beckman. — 2nd ed. — Atlanta, GA: Scholars Press[англ.], 1998. — 120 p. — ISBN 0-7885-0488-6.
- Pardee, Dennis. Ritual and Cult at Ugarit (англ.) / ed. T. J. Lewis. — Leiden: Brill, 2002. — 299 p. — ISBN 978-90-04-12657-2.
- Rahmouni, Aicha. Divine Epithets in the Ugaritic Alphabetic Texts (англ.) / translated by J. N. Ford. — Leiden, Boston: Brill, 2008. — 448 p. — (Handbook of Oriental studies. Section one, The Near and Middle East, v. 93). — ISBN 978-90-474-2300-3.
- Schwemer, Daniel. Die Wettergottgestalten Mesopotamiens und Nordsyriens im Zeitalter der Keilschriftkulturen: Materialien und Studien nach den schriftlichen Quellen (нем.). — Wiesbaden: Harrassowitz Verlag[англ.], 2001. — 1024 S. — ISBN 978-3-447-04456-1.
- Song of Songs: A New Translation with Introduction and Commentary by Marvin H. Pope (англ.). — New York: Doubleday, 1977. — Vol. 7. Part 3. — 743 p. — (Anchor Bible Series[англ.]). — ISBN 9780385005692.
- Wiggins, Steve A. A Reassessment of Asherah: With Further Considerations of the Goddess (англ.). — Piscataway, N. J.: Gorgias Press[англ.], 2007. — 391 p. — ISBN 978-1-59333-717-9.
- Wilkinson, Richard H. The Complete Gods and Goddesses of Ancient Egypt (англ.). — London: Thames & Hudson[англ.], 2003. — 256 p. — (The Complete Series). — ISBN 978-0-500-05120-7.
- Zuckermann, Ghil'ad Zuckermann. Revivalistics: From the Genesis of Israeli to Language Reclamation in Australia and Beyond (англ.). — New York: Oxford University Press, 2020. — 322 p. — ISBN 9780199812783.

Статьи
- Ackerman, Susan. Goddesses // Near Eastern Archaeology: A Reader (англ.) / ed. Richard Suzanne. — Winona Lake, Ind.: Eisenbrauns, 2003. — 486 p. — ISBN 978-1-57506-083-5.
- Bachvarova, Mary R. Adapting Mesopotamian Myth in Hurro-Hittite Rituals at Hattuša: IŠTAR, the Underworld, and the Legendary Kings // Beyond Hatti: a tribute to Gary Beckman (англ.) / eds. B. J. Collins, P. Michalowski. — Atlanta: Lockwood Press, 2013. — P. 23—44. — ISBN 978-1-937040-11-6.
- Beckman, Gary. The Pantheon of Emar // Silva Anatolica: Anatolian studies presented to Maciej Popko on the occasion of his 65th birthday (англ.) / ed. P. Taracha. — Warsaw: Agade, 2002. — 369 p. — ISBN 83-87111-12-0.
- Behrens, Herman; Klein, Jacob. Ninegalla :  [англ.] // Reallexikon der Assyriologie. — Berlin, New York : Walter de Gruyter, 2001. — Bd. 9. — S. 342—347. — (Reallexikon der Assyriologie und Vorderasiatischen Archäologie[нем.]). — ISBN 9783110172966.
- Clifford, Richard J. Phoenician Religion (англ.) // Bulletin of the American Schools of Oriental Research[нем.] : журнал. — The University of Chicago Press, 1990. — 1 August (vol. 279). — P. 55—64. — doi:10.2307/1357208. — JSTOR 1357208.
- Cohen, Yoram. Public Religious Sentiment and Personal Piety in the Ancient Near Eastern City of Emar during the Late Bronze Age: Public Religious Sentiment and Personal Piety in the City of Emar (англ.) // Religion Compass : журнал. — 2007. — 1 May (vol. 1, no. 3). — P. 329—340. — doi:10.1111/j.1749-8171.2007.00027.x.
- Cornelius, Izak. «Revisiting» Astarte in the Iconography of the Bronze Age Levant // Transformation of a Goddess: Ishtar — Astarte — Aphrodite (англ.) / ed. D. T. Sugimoto. — Fribourg, Göttingen: Academic Press Fribourg, Vandenhoeck & Ruprecht, 2014. — 234 p. — (Orbis Biblicus et Orientalis, vol. 263). — ISBN 978-3-7278-1748-9.
- Day, Peggy L. Anat // Dictionary of Deities and Demons in the Bible (англ.) / eds. van der Toorn, Karel[англ.]; Becking, Bob; van der Horst, Pieter W. — 2nd extensively revised ed. — Grand Rapids, Michigan; Camridge, U.K.: Eerdmans Publishing Company[англ.], 1999. — P. 36—43. — ISBN 978-0-8028-2491-2.
- Gibson, John. The Mythological Texts // Handbook of Ugaritic Studies (англ.) / eds. Watson Wilfred G. E., Wyatt Nicolas. — Leiden; Boston: Brill, 1999. — 892 p. — (Handbook of Oriental Studies[нем.], vol. 39). — ISBN 978-90-04-10988-9.
- Hackett, Jo Ann. Can a Sexist Model Liberate Us? Ancient near Eastern «Fertility» Goddesses (англ.) // Journal of Feminist Studies in Religion : журнал. — 1989. — Vol. 5, no. 1. — P. 65—76. — JSTOR 25002098.
- Hallo, William W.; Tadmor, Hayim. A Lawsuit from Hazor (англ.) // Israel Exploration Journal[нем.] : журнал. — 1977. — Vol. 27, no. 1. — P. 1—11. — JSTOR 27925597.
- Krebernik, Manfred. Saĝkud // Reallexikon der Assyriologie :  [нем.]. — Berlin : De Gruyter, 2008. — Bd. 11. — S. 529—530. — (Reallexikon der Assyriologie und Vorderasiatischen Archäologie[нем.]). — ISBN 9783110203837.
- Lewis, Theodore J. The Disappearance of the Goddess Anat: The 1995 West Semitic Research Project on Ugaritic Epigraphy (англ.) // The Biblical Archaeologist[англ.] : журнал. — 1996. — Vol. 59, no. 2. — P. 115—121. — doi:10.2307/3210514. — JSTOR 3210514.
- Na’aman, Nadav. On Gods and Scribal Traditions in the Amarna letters :  [англ.] // Ugarit-Forschungen. — Kevelaer : Verlag Butzon & Bercker[нем.], 1990. — Bd. 22. — S. 247—255. — ISBN 3-788713-89-5.
- Nakata, Ichiro. A Study of Women's Theophoric Personal Names in the Old Babylonian Texts from Mart (англ.) // Orient : журнал. — 1995. — Vol. 30 and 31. — P. 234—253.
- Nakata, Ichiro. The god Itūr-Mēr in the middle Euphrates region during the Old Babylonian period (англ.) // Revue d'assyriologie et d'archéologie orientale[фр.] : журнал. — 2011. — Vol. 105, no. 1. — P. 129—136. — doi:10.3917/assy.105.0129. — JSTOR 42580244.
- Pitard, Wayne T. Just How Many Monsters Did Anat Fight (KTU 1.3 III 38–47)? // Ugarit at Seventy-Five (англ.). — Winona Lake, Ind.: Eisenbrauns, 2007. — P. 75—88. — ISBN 978-1-57506-588-5.
- Pope, Marvin H.; Röllig, Wolfgang. Syrien: Die Mythologie der Ugariter und Phönizier // Götter und Mythen im Vorderen Orient (нем.) / ed. Haussig, Hans Wilhelm. — Stuttgart: Ernst Klett[нем.], 1965. — S. 217—312.
- Schwemer, Daniel. The Storm-Gods of the Ancient Near East: Summary, Synthesis, Recent Studies: Part II (англ.) // Journal of Ancient Near Eastern Religions : журнал. — 2008. — Vol. 8, no. 1. — P. 1—44. — doi:10.1163/156921208786182428.
- Selz, Gebhard J. Five Divine Ladies: Fragments to Inana(k), Ištar, In(n)in(a), Annunītum, and Anat, and the origin of the title «Queen of Heaven» (англ.) // Journal of Gender Studies in Antiquity : журнал. — Leiden: Brill, 2000. — No. 1. — P. 29—62. — ISSN 1567-8474.
- Shupak, Nili. New Light on Shamgar ben ’Anath (англ.) // Biblica[нем.] : журнал. — Leuven: Peeters Publishers, 1989. — Vol. 70, no. 4. — P. 517—525. — JSTOR 42707520.
- Smith, Mark. ’Athtart in Late Bronze Age Syrian Texts // Transformation of a Goddess: Ishtar-Astarte-Aphrodite (англ.). — Fribourg, Göttingen: Academic Press Fribourg, Vandenhoeck & Ruprecht, 2014. — 228 p. — ISBN 978-3-7278-1748-9.
- Streck, Michael P. Ninurta/Ninĝirsu A. I. In Mesopotamien // Reallexikon der Assyriologie :  [нем.]. — Berlin, New York : Walter de Gruyter, 2001. — Bd. 9. — S. 512—524. — (Reallexikon der Assyriologie und Vorderasiatischen Archäologie[нем.]). — ISBN 9783110172966.
- Tugendhaft, Aaron. Gods on clay // Canonical Texts and Scholarly Practices. A Global Comparative Approach (англ.). — Cambridge: Cambridge University Press, 2016. — P. 164—182. — ISBN 978-1-316-22672-8.
- Válek, František. Foreigners and Religion at Ugarit (англ.) // Studia Orientalia Electronica : журнал. — 2021. — 13 December (vol. 9, no. 2). — P. 47—46. — doi:10.23993/store.88230.
- Van der Toorn, Karel. Anat-Yahu, Some Other Deities, and the Jews of Elephantine (англ.) // Numen[англ.] : журнал. — Leiden: Brill, 1992. — June (vol. 39, no. 1). — P. 80—101. — doi:10.2307/3270076. — JSTOR 3270076.
- Van Koppen, Frans; Lacambre, Denis. Sippar and the Frontier between Ešnunna and Babylon. New Sources for the History of Ešnunna in the Old Babylonian Period (англ.) // Jaarbericht van Het Vooraziatisch-Egyptisch Genootschap Ex Oriente Lux : журнал. — 2020. — Vol. 41. — P. 151—177.
- Van Soldt, Wilfred H. Divinities in Personal Names at Ugarit, Ras Shamra :  [англ.] // Études ougaritiques IV / eds. M. Al-Maqdissi; V. Matoïan. — Leuven, Paris, Bristol, CT : Peeters, 2016. — P. 95—107. — 324 p. — (Ras Shamra — Ougarit XXIV). — ISBN 978-90-429-3439-9.
- Watson, Wilfred G. E. Goddesses in Ugarit (англ.) // Studi Epigrafici e Linguistici sul Vicino Oriente Antico : журнал. — 1993. — Vol. 10. — P. 47—59. — ISSN 2239-5393.
- Wiggins, Steve A. Shapsh, Lamp of the Gods // Ugarit, Religion and Culture (англ.) / eds. J. C. L. Gibson, N. Wyatt, G. E. Watson, J. B. Lloyd. — Münster: Ugarit-Verlag[нем.], 1996. — 448 p. — ISBN 3-927120-37-5.
- Wiggins, Steve A. What’s in a Name? Yarih at Ugarit :  [англ.] // Ugarit-Forschungen. — Münster : Ugarit-Verlag, 1998. — Bd. 30. — S. 761—780. — ISBN 3-927120-74-X.
- Wyatt, Nicolas. The Story of Aqhat (KTU 1.17-19) // Handbook of Ugaritic Studies (англ.) / eds. Watson Wilfred G. E., Wyatt Nicolas. — Leiden: Brill, 1999. — P. 234—258. — (Handbook of Oriental Studies, vol. 39). — ISBN 978-90-04-10988-9.
- Wyatt, Nicolas. The Religious Role of the King in Ugarit // Ugarit at Seventy-Five (англ.) / ed. K. Jr. Lawson Younger. — Winona Lake, Ind.: Eisenbrauns, 2007. — P. 41—74. — ISBN 978-1-57506-588-5.
- Zivie-Coche, Christiane. Foreign Deities in Egypt :  [англ.] // UCLA Encyclopedia of Egyptology : online edition / Jacco Dieleman, Willeke Wendrich (eds.). — 2011. — 5 April. — ISSN 2693-7425.